# Список птахів Оману
Цей список є списком видів птахів, спостережених на території Оману. Він включає 543 види, з який сім видів інтродуковані людьми.

## Теги
- (А) Випадковий — вид, який рідко або випадково трапляється в Ірані
- (I) Інтродукований — вид, заселений в Ірані, як наслідок прямих чи опосередкованих дій людини
- (Ex) Локально вимерлий — вид, який більше не трапляється в Ірані, хоча його популяції існують в інших місцях
- (X) Вимерлий — вид, якого вже не існує

## Страусоподібні
Родина: Страусові
- Страус африканський, Struthio camelus (Ex)
  - Страус арабський, Struthio camelus syriacus (X)

## Гусеподібні
Родина: Качкові

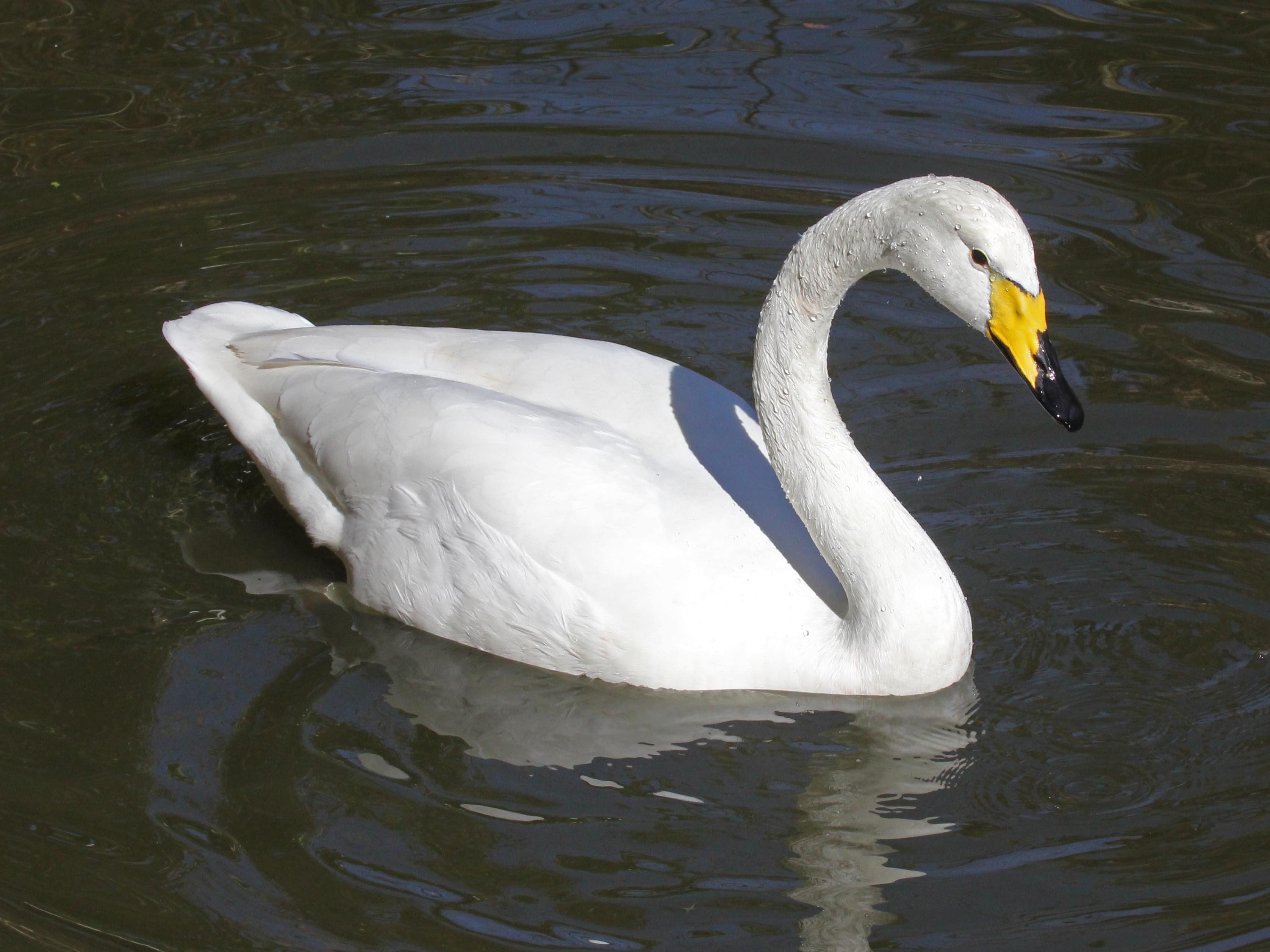
Лебідь-кликун, Cygnus cygnus

- Свистач рудий, Dendrocygna bicolor (А)
- Свистач індійський, Dendrocygna javanica (А)
- Гуска сіра, Anser anser
- Гуска білолоба, Anser albifrons
- Гуска мала, Anser erythropus (А)
- Казарка червоновола, Branta ruficollis (А)
- Казарка канадська, Branta canadensis (А)
- Лебідь-шипун, Cygnus olor (А)
- Лебідь американський, Cygnus columbianus
- Лебідь-кликун, Cygnus cygnus (А)
- Качка шишкодзьоба, Sarkidiornis melanotos (А)
- Гуска єгипетська, Alopochen aegyptiacus (А)
- Огар, Tadorna ferruginea
- Галагаз звичайний, Tadorna tadorna
- Чирянка-крихітка індійська, Nettapus coromandelianus
- Чирянка велика, Spatula querquedula
- Широконіска, Spatula clypeata
- Свищ , Mareca penelope
- Нерозень, Mareca strepera
- Чирянка мала, Anas crecca
- Крижень, Anas platyrhynchos
- Шилохвіст, Anas acuta
- Чирянка вузькодзьоба, Marmaronetta angustirostris (А)
- Чернь червонодзьоба, Netta rufina
- Попелюх, Aythya ferina
- Чернь білоока, Aythya nyroca
- Чернь чубата, Aythya fuligula
- Крех середній, Mergus serrator (А)

## Куроподібні
Родина: Фазанові

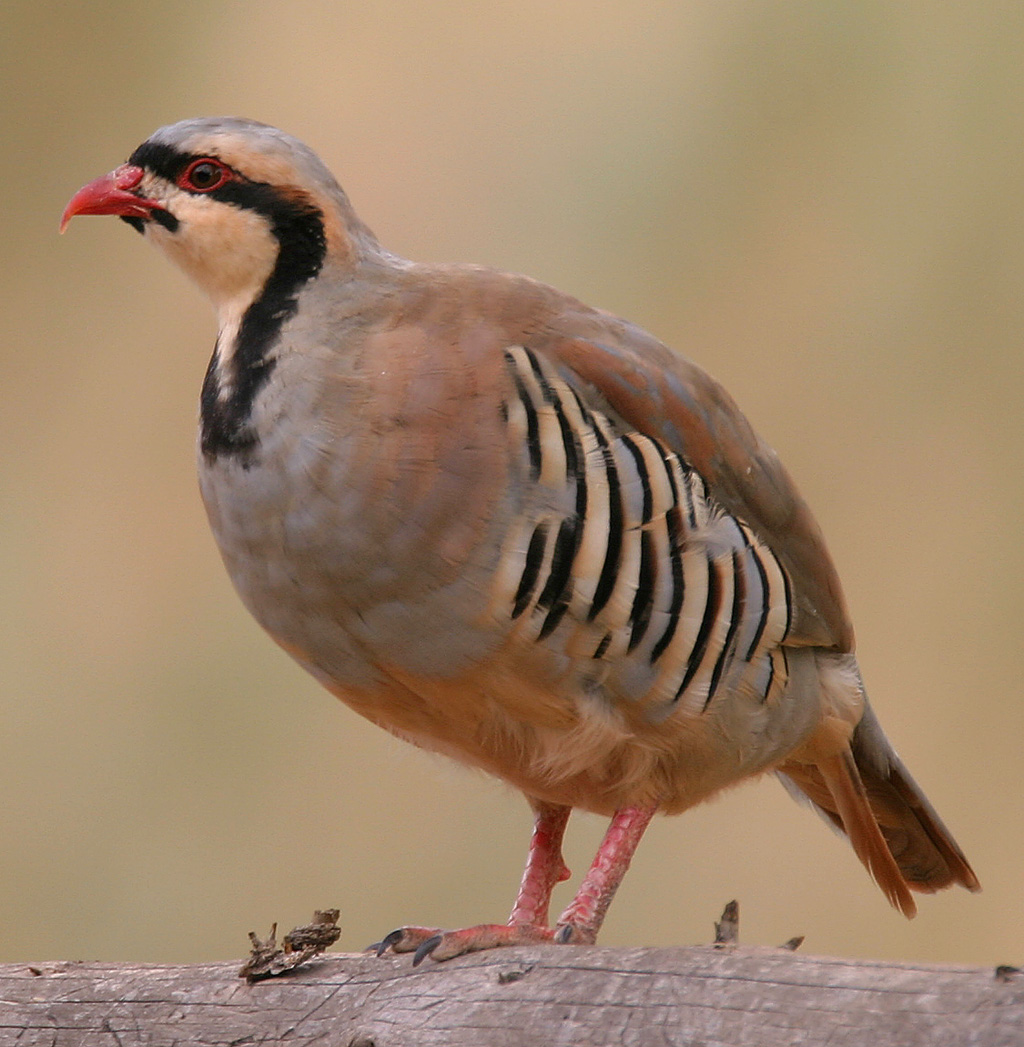
Кеклик азійський, Alectoris chukar

- Куріпка аравійська, Ammoperdix heyi
- Перепілка звичайна, Coturnix coturnix
- Перепілка-арлекін, Coturnix delegorguei (А)
- Кеклик азійський, Alectoris chukar
- Кеклик чорноголовий, Alectoris melanocephala
- Турач сірий, Francolinus pondicerianus

## Фламінгоподібні
Родина: Фламінгові
- Фламінго рожевий, Phoenicopterus roseus
- Фламінго малий, Phoenicopterus minor (А)

## Пірникозоподібні
Родина: Пірникозові

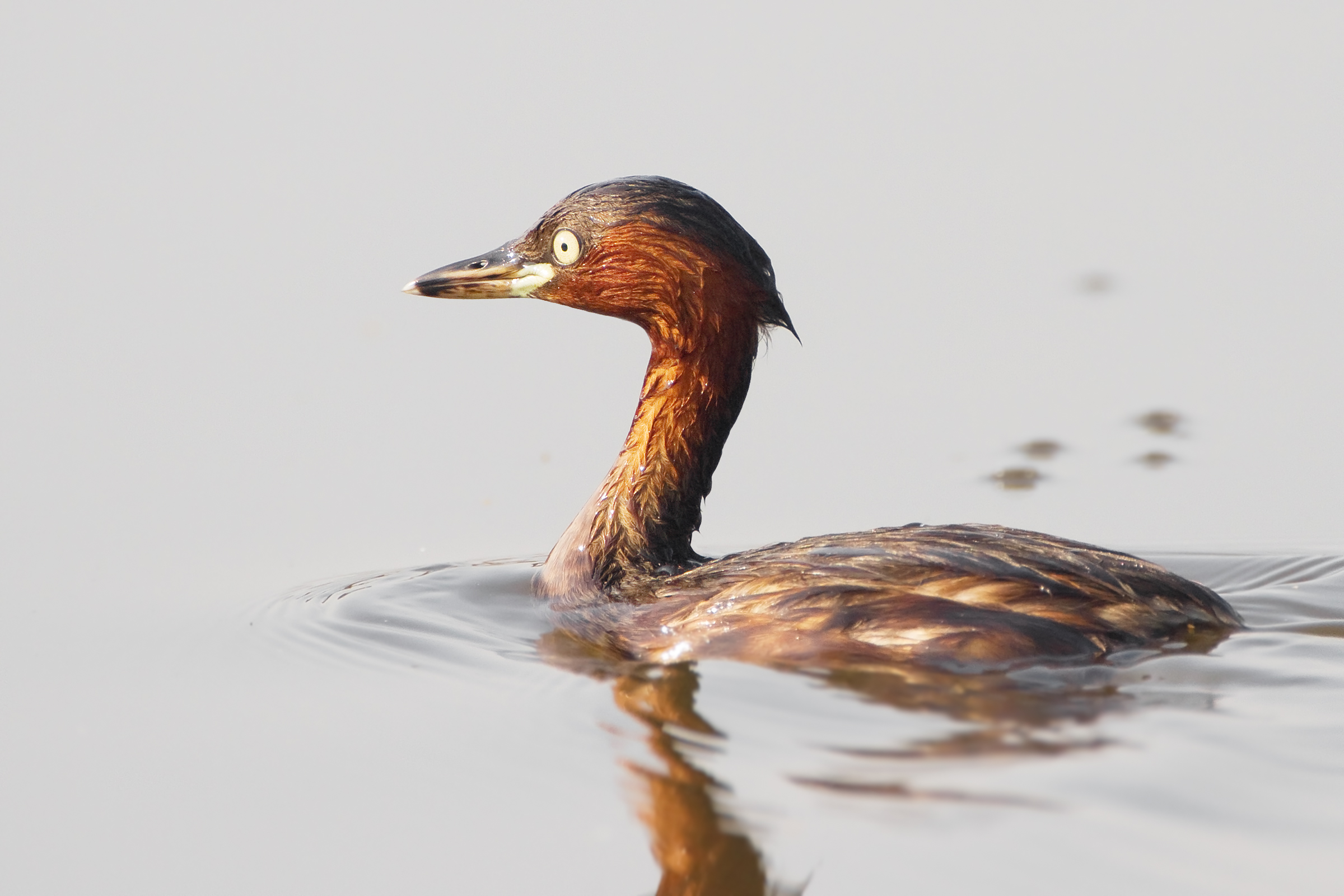
Пірникоза мала, Tachybaptus ruficollis

- Пірникоза мала, Tachybaptus ruficollis
- Пірникоза велика, Podiceps cristatus (А)
- Пірникоза чорношия, Podiceps nigricollis

## Голубоподібні
Родина: Голубові
- Голуб сизий, Columba livia
- Голуб-синяк, Columba oenas (А)
- Припутень, Columba palumbus

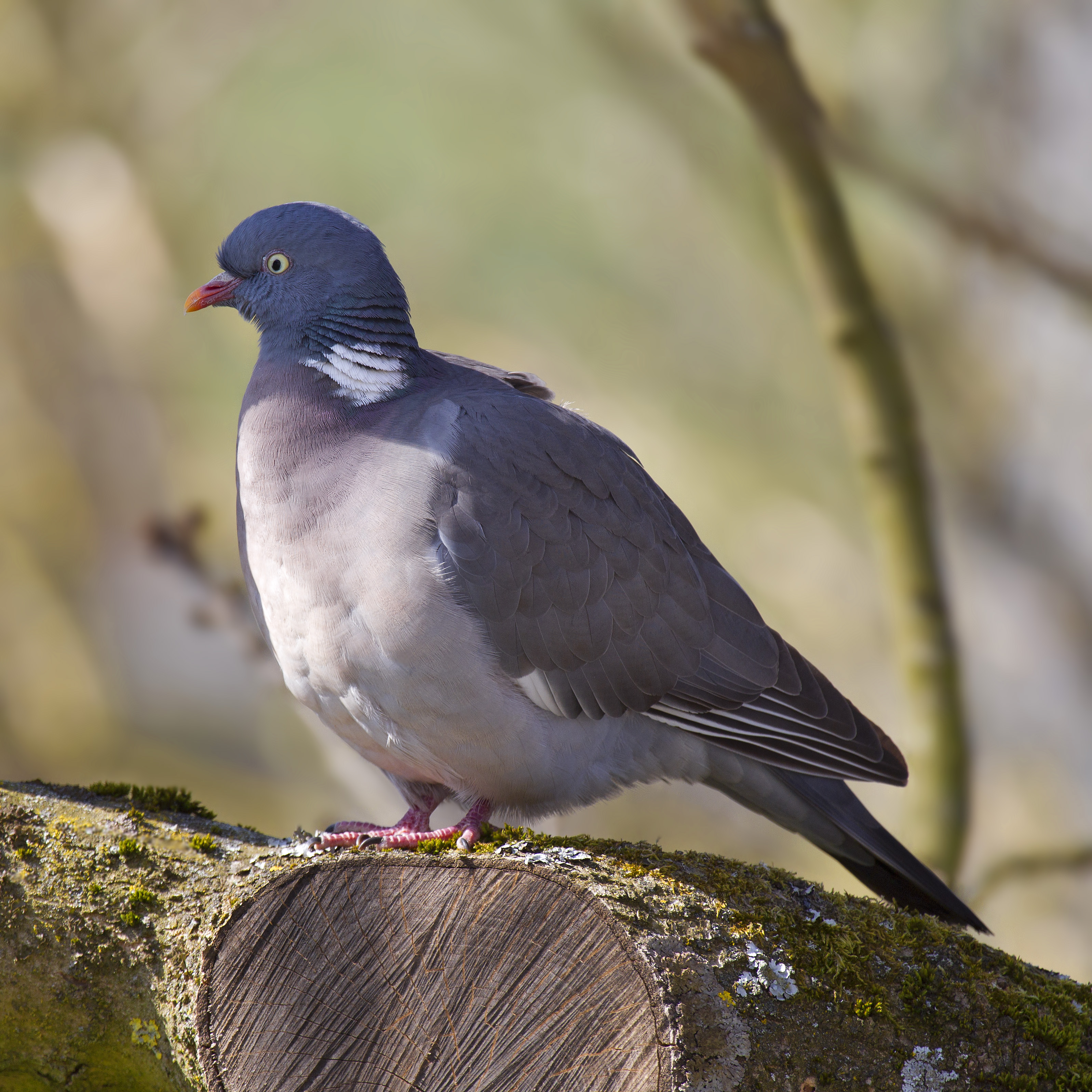
Припутень

- Горлиця звичайна, Streptopelia turtur
- Горлиця велика, Streptopelia orientalis
- Горлиця садова, Streptopelia decaocto
- Горлиця мавританська, Streptopelia roseogrisea (А)
- Горлиця короткохвоста, Streptopelia tranquebarica (A)
- Горлиця мала, Spilopelia senegalensis
- Горлиця білолоба, Turtur tympanistria (А)
- Горлиця капська, Oena capensis
- Вінаго жовточеревий, Treron waalia

## Рябкоподібні
Родина: Рябкові

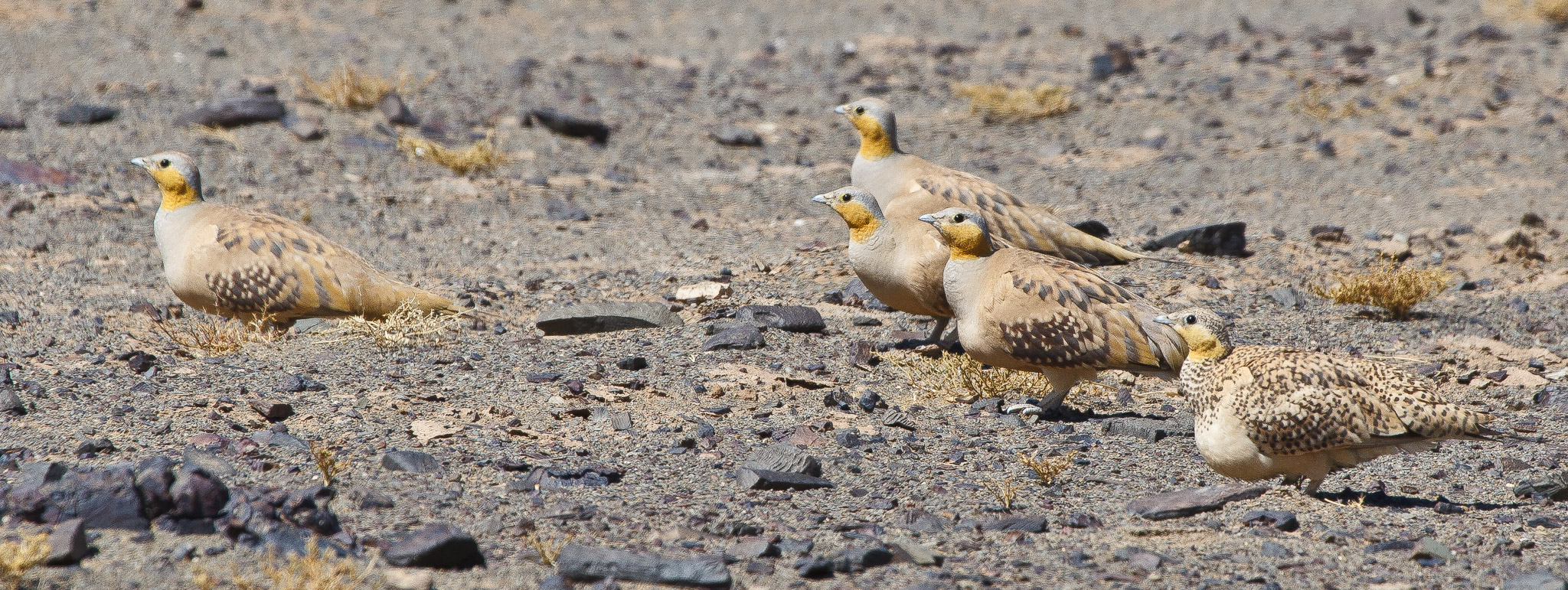
Рябок сенегальський, Pterocles senegallus

- Рябок білочеревий, Pterocles alchata (А)
- Рябок пустельний, Pterocles exustus
- Рябок сенегальський, Pterocles senegallus
- Рябок рудоголовий, Pterocles coronatus
- Рябок абісинський, Pterocles lichtensteinii

## Дрохвоподібні
Родина: Дрохвові
- Джек Маквіна, Chlamydotis macqueenii
- Хохітва, Tetrax tetrax (А)

## Зозулеподібні
Родина: Зозулеві

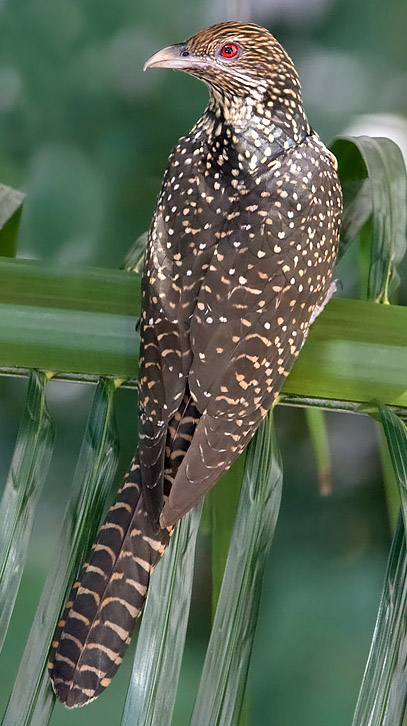
Коель великий

- Зозуля каштановокрила, Clamator coromandus (А)
- Зозуля чубата, Clamator glandarius (А)
- Зозуля строката, Clamator jacobinus
- Коель великий, Eudynamys scolopaceus
- Дідрик білощокий, Chrysococcyx caprius
- Кукавка мала, Cacomantis passerinus (А)
- Зозуля звичайна Cuculus canorus
- Зозуля білогорла Hierococcyx varius (А)
- Зозуля мала Cuculus poliocephalus (А)

## Дрімлюгоподібні
Родина: Дрімлюгові
- Дрімлюга звичайний, Caprimulgus europaeus
- Дрімлюга буланий, Caprimulgus aegyptius
- Дрімлюга нубійський, Caprimulgus nubicus (А)
- Дрімлюга пакистанський, Caprimulgus mahrattensis (А)

Родина: Серпокрильцеві
- Серпокрилець білочеревий, Tachymarptis melba
- Серпокрилець чорний, Apus apus
- Серпокрилець блідий, Apus pallidus
- Серпокрилець сокотрійський, Apus berliozi
- Серпокрилець сибірський, Apus pacificus (А)
- Серпокрилець малий, Apus affinis

## Журавлеподібні
Родина: Пастушкові
- Пастушок, Rallus aquaticus
- Деркач, Crex crex

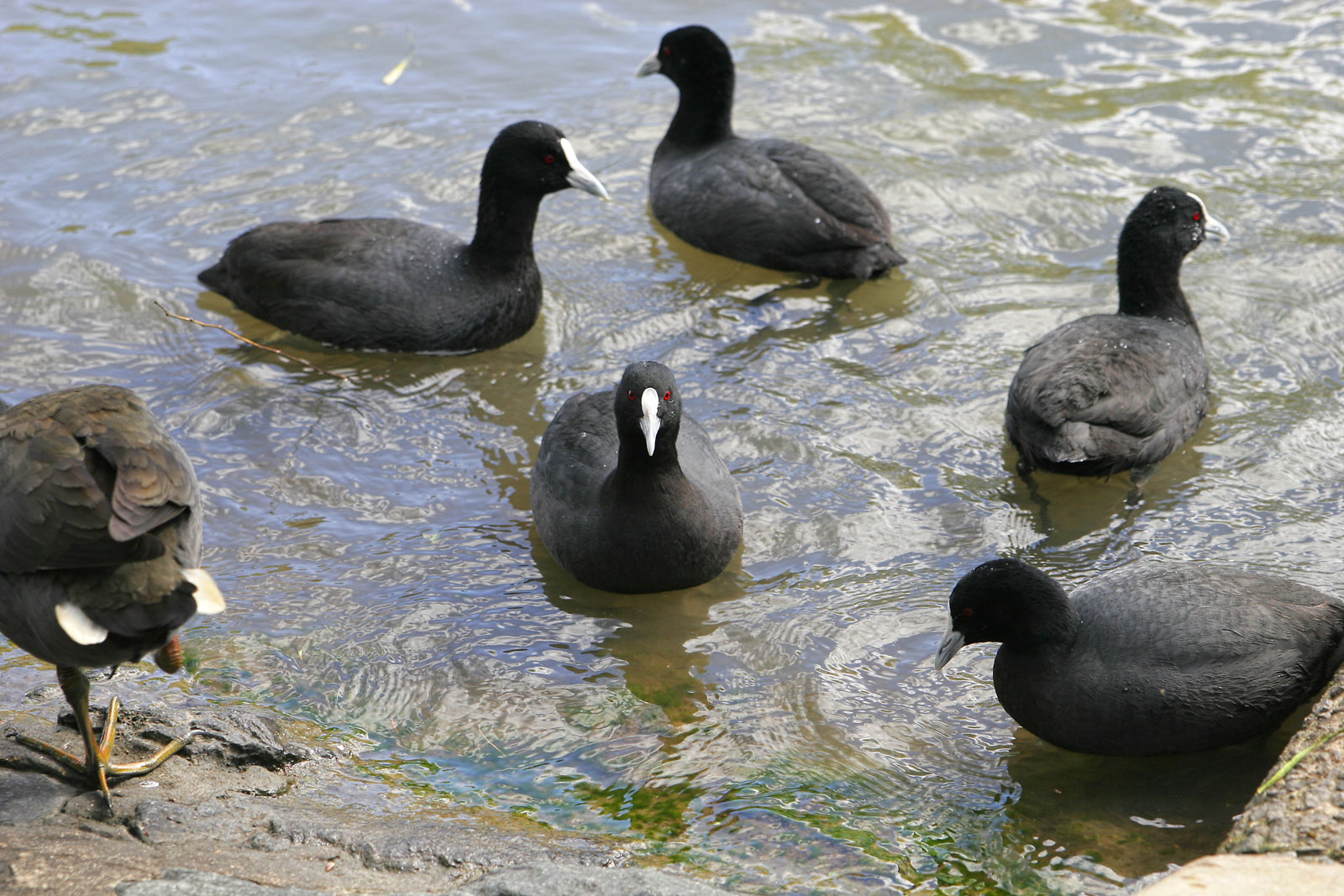
Лиска, Fulica atra

- Погонич звичайний, Porzana porzana
- Курочка мала, Paragallinula angulata (А)
- Курочка водяна Gallinula chloropus
- Лиска, Fulica atra
- Лиска африканська, Fulica cristata (А)
- Султанка африканська, Porphyrio alleni (А)
- Султанка зеленоспинна, Porphyrio madagascariensis (А)
- Султанка сіроголова, Porphyrio poliocephalus (А)
- Курочка рогата, Gallicrex cinerea (А)
- Багновик білогрудий, Amaurornis phoenicurus
- Погонич індійський, Zapornia fusca (А)
- Погонич малий, Zapornia parva
- Погонич-крихітка, Zapornia pusilla

Родина: Журавлеві
- Журавель степовий, Anthropoides virgo (А)
- Журавель сірий, Grus grus

## Сивкоподібні
Родина: Лежневі

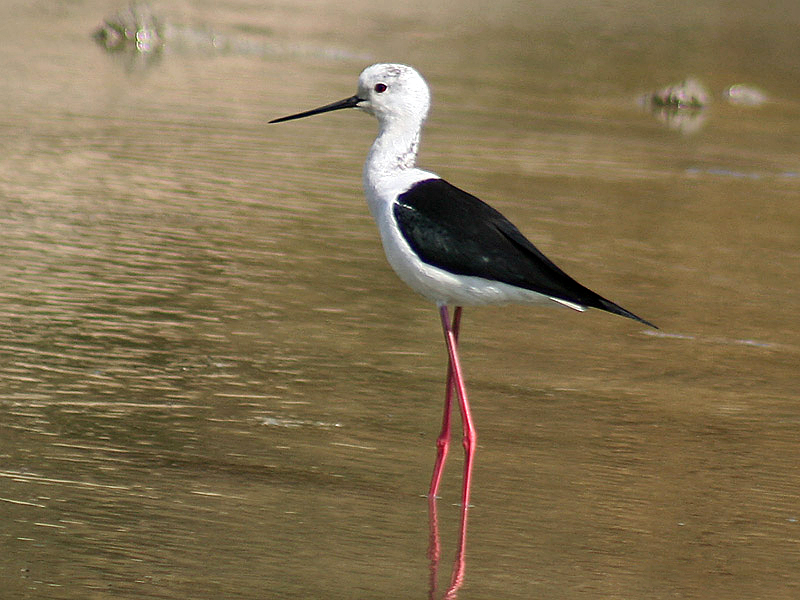
Кулик-сорока, Haematopus ostralegus

- Лежень звичайний, Burhinus oedicnemus
- Лежень плямистий, Burhinus capensis
- Лежень великий, Esacus recurvirostris

Родина: Чоботарові
- Кулик-довгоніг, Himantopus himantopus
- Чоботар, Recurvirostra avosetta

Family: Куликосорокові
- Кулик-сорока, Haematopus ostralegus

Родина: Сивкові
- Сивка бурокрила, Pluvialis fulva

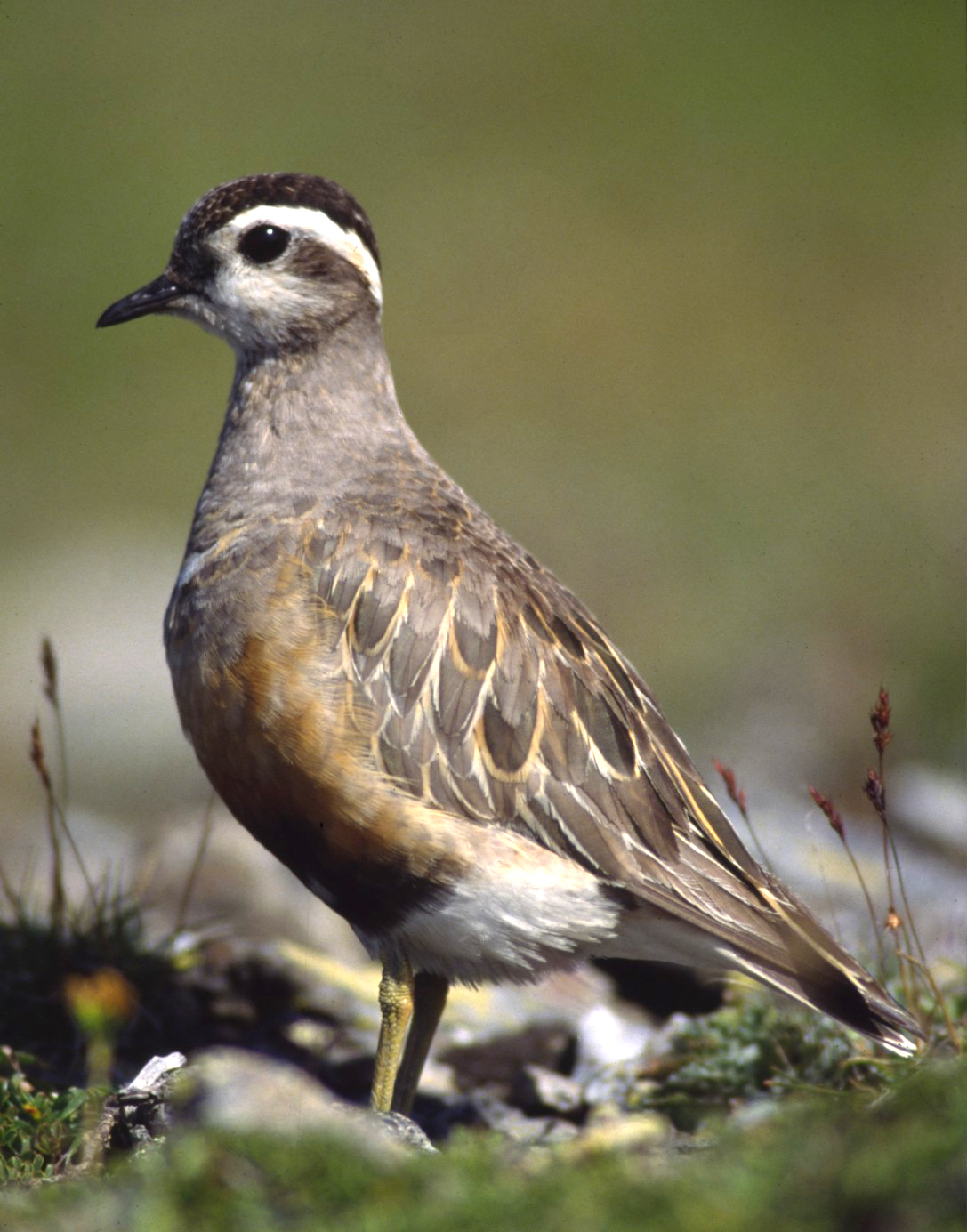
Хрустан, Charadrius morinellus

- Сивка звичайна, Pluvialis apricaria (А)
- Сивка американська, Pluvialis dominica (А)
- Сивка морська, Pluvialis squatarola
- Чайка звичайна, Vanellus vanellus
- Чайка шпорова, Vanellus spinosus
- Чайка сіра, Vanellus cinereus (А)
- Чайка індійська, Vanellus indicus
- Чайка степова, Vanellus gregarius
- Чайка білохвоста, Vanellus leucurus
- Пісочник монгольський, Charadrius mongolus
- Пісочник товстодзьобий, Charadrius leschenaultii
- Пісочник морський, Charadrius alexandrinus
- Пісочник каспійський, Charadrius asiaticus
- Пісочник великий, Charadrius hiaticula
- Пісочник  малий, Charadrius dubius
- Хрустан, Charadrius morinellus (А)

Родина: Мальованцеві
- Мальованець афро-азійський, Rostratula benghalensis (А)

Родина: Яканові
- Якана довгохвоста, Hydrophasianus chirurgus

Родина: Баранцеві

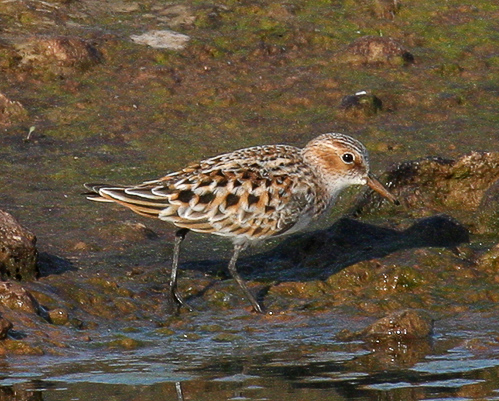
Побережник малий, Calidris minuta

- Кульон середній, Numenius phaeopus
- Кульон тонкодзьобий, Numenius tenuirostris (А)
- Кульон великий, Numenius arquata
- Кульон східний, Numenius madagascariensis (А)
- Грицик великий, Limosa limosa
- Грицик малий, Limosa lapponica
- Крем'яшник звичайний, Arenaria interpres
- Побережник великий, Calidris tenuirostris
- Побережник ісландський, Calidris canutus (A)
- Побережник болотяний, Calidris falcinellus
- Брижач, Calidris pugnax
- Побережник гострохвостий, Calidris acuminata (А)
- Побережник червоногрудий, Calidris ferruginea
- Побережник білохвостий, Calidris temminckii
- Побережник довгопалий, Calidris subminuta
- Побережник білий, Calidris alba
- Побережник чорногрудий, Calidris alpina
- Побережник канадський, Calidris bairdii (А)
- Побережник малий, Calidris minuta
- Жовтоволик, Calidris subruficollis (А)
- Побережник арктичний, Calidris melanotos (А)
- Неголь азійський, Limnodromus semipalmatus (А)
- Неголь довгодзьобий, Limnodromus scolopaceus (А)
- Баранець малий, Lymnocryptes minimus
- Слуква, Scolopax rusticola (А)
- Баранець азійський, Gallinago stenura
- Баранець великий, Gallinago media
- Баранець звичайний, Gallinago gallinago
- Мородунка, Xenus cinereus
- Плавунець круглодзьобий, Phalaropus lobatus
- Плавунець плоскодзьобий, Phalaropus fulicarius
- Плавунець довгодзьобий, Phalaropus tricolor (А)
- Набережник, Actitis hypoleucos
- Коловодник лісовий, Tringa ochropus
- Коловодник чорний, Tringa erythropus
- Коловодник великий, Tringa nebularia
- Коловодник жовтоногий, Tringa flavipes (А)
- Коловодник звичайний, Tringa totanus
- Коловодник ставковий, Tringa stagnatilis
- Коловодник болотяний, Tringa glareola

Родина: Триперсткові
- Триперстка африканська, Turnix sylvaticus (A)

Родина: Крабоїдові
- Крабоїд, Dromas ardeola

Родина: Дерихвостові

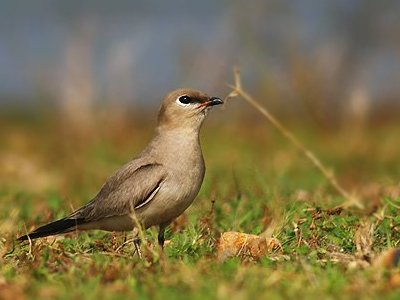
Дерихвіст малий, Glareola lactea

- Бігунець пустельний, Cursorius cursor
- Дерихвіст лучний, Glareola pratincola
- Дерихвіст степовий, Glareola nordmanni (А)
- Дерихвіст малий, Glareola lactea

Родина: Поморникові
- Поморник антарктичний, Stercorarius maccormicki (А)
- Поморник фолклендський, Stercorarius antarcticus (А)
- Поморник середній, Stercorarius pomarinus
- Поморник короткохвостий, Stercorarius parasiticus
- Поморник довгохвостий, Stercorarius longicaudus (А)

Родина: Мартинові

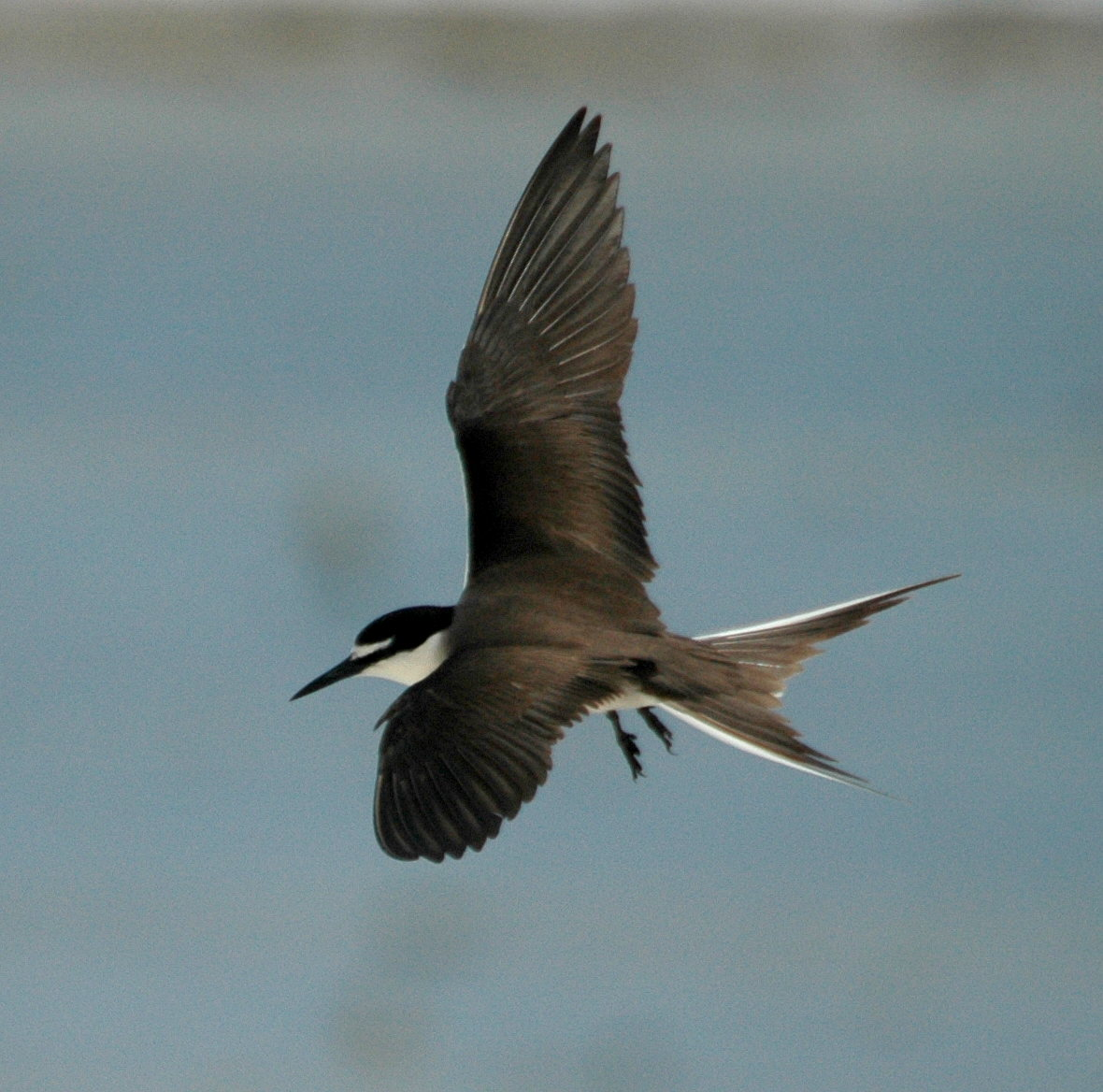
Крячок бурокрилий, Onychoprion anaethetus

- Мартин трипалий, Rissa tridactyla (А)
- Мартин вилохвостий, Xema sabini (А)
- Мартин буроголовий, Chroicocephalus brunnicephalus (A)
- Мартин звичайний, Chroicocephalus ridibundus
- Мартин тонкодзьобий, Chroicocephalus genei
- Мартин червономорський, Ichthyaetus leucophthalmus (А)
- Мартин аденський, Ichthyaetus hemprichii
- Мартин каспійський, Ichthyaetus ichthyaetus
- Мартин сизий, Larus canus
- Мартин сріблястий, Larus argentatus
- Мартин жовтоногий, Larus cachinnans
- Мартин чорнокрилий, Larus fuscus
- Крячок бурий, Anous stolidus
- Крячок тонкодзьобий, Anous tenuirostris
- Крячок строкатий, Onychoprion fuscatus
- Крячок бурокрилий, Onychoprion anaethetus
- Крячок малий, Sternula albifrons
- Крячок мекранський, Sternula saundersi
- Крячок чорнодзьобий, Gelochelidon nilotica
- Крячок каспійський, Hydroprogne caspia
- Крячок чорний, Chlidonias niger (А)
- Крячок білощокий, Chlidonias hybrida
- Крячок білокрилий, Chlidonias leucopterus
- Крячок рожевий, Sterna dougallii
- Крячок річковий, Sterna hirundo
- Крячок полярний, Sterna paradisaea (А)
- Крячок аравійський, Sterna repressa
- Крячок бенгальський, Thalasseus bengalensis
- Крячок рябодзьобий, Thalasseus sandvicensis
- Крячок жовтодзьобий, Thalasseus bergii
- Водоріз індійський, Rynchops albicollis (А)
- Водоріз африканський, Rynchops flavirostris (А)

## Фаетоноподібні
Родина: Фаетонові
- Фаетон червонодзьобий, Phaethon aethereus

## Буревісникоподібні
Родина: Океанникові

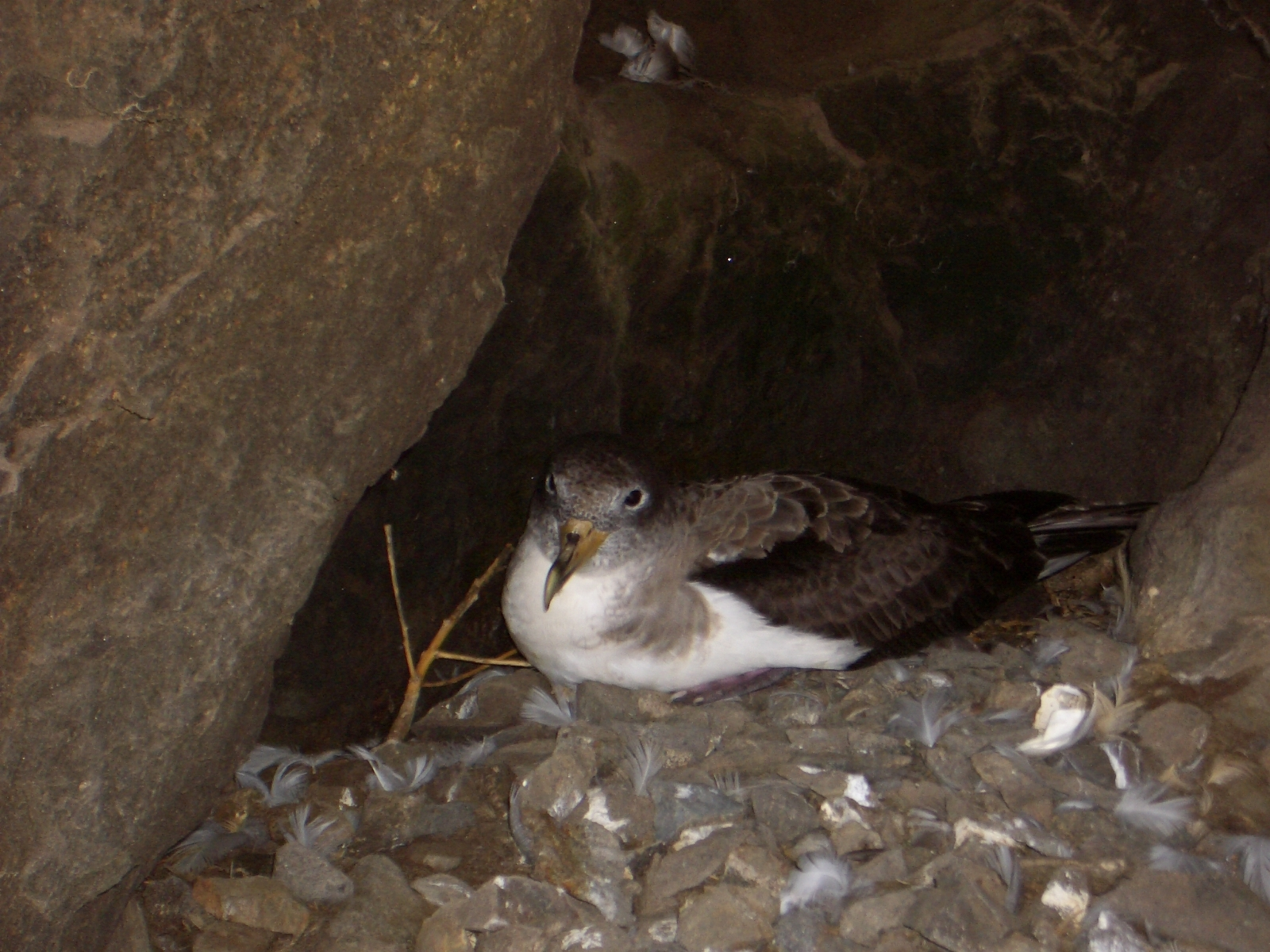
Буревісник середземноморський, Calonectris diomedea

- Океанник Вільсона, Oceanites oceanicus
- Океанник білобровий, Pelagodroma marina (A)
- Фрегета білочерева, Fregetta grallaria (A)
- Фрегета чорночерева, Fregetta tropica (A)

Родина: Качуркові
- Качурка вилохвоста, Oceanodroma monorhis (A)
- Качурка Матсудайра, Oceanodroma matsudairae (A)

Родина: Буревісникові
- Пінтадо, Daption capense (A)
- Тайфунник тринідадський, Pterodroma arminjoniana (A)
- Бульверія товстодзьоба, Bulweria fallax
- Тайфунник таїтійський, Pseudobulweria rostrata (A)
- Буревісник тихоокеанський, Calonectris leucomelas (A)
- Буревісник середземноморський, Calonectris diomedea (A)
- Буревісник клинохвостий, Ardenna pacifica
- Буревісник сивий, Ardenna grisea (A)
- Буревісник світлоногий, Ardenna carneipes
- Буревісник каріамуріанський, Puffinus persicus

## Лелекоподібні
Родина: Лелекові
- Лелека чорний, Ciconia nigra (A)

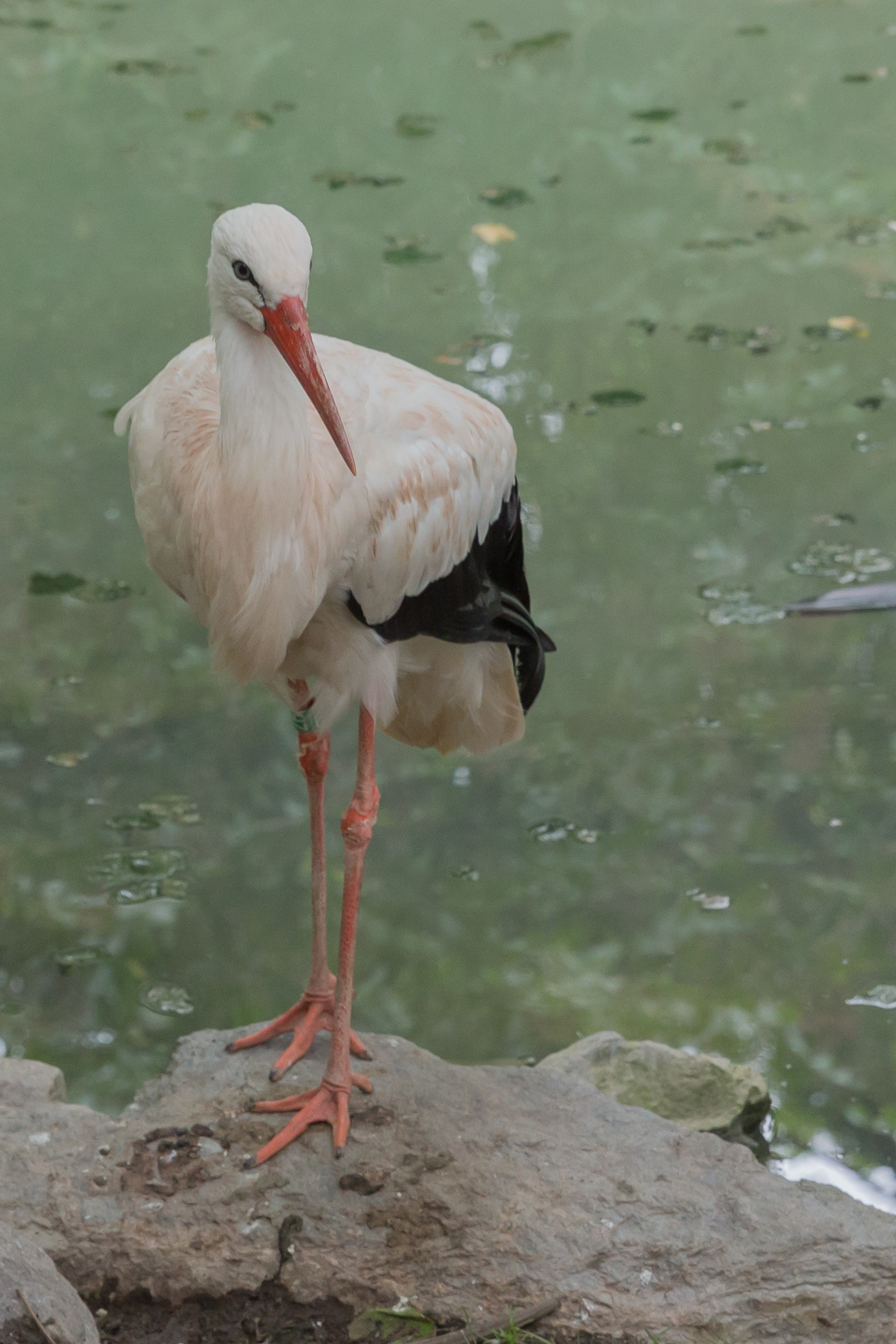
Лелека білий, Ciconia ciconia

- Лелека африканський, Ciconia abdimii
- Лелека білий, Ciconia ciconia

## Сулоподібні
Родина: Сулові
- Фрегат-арієль, Fregata ariel (A)

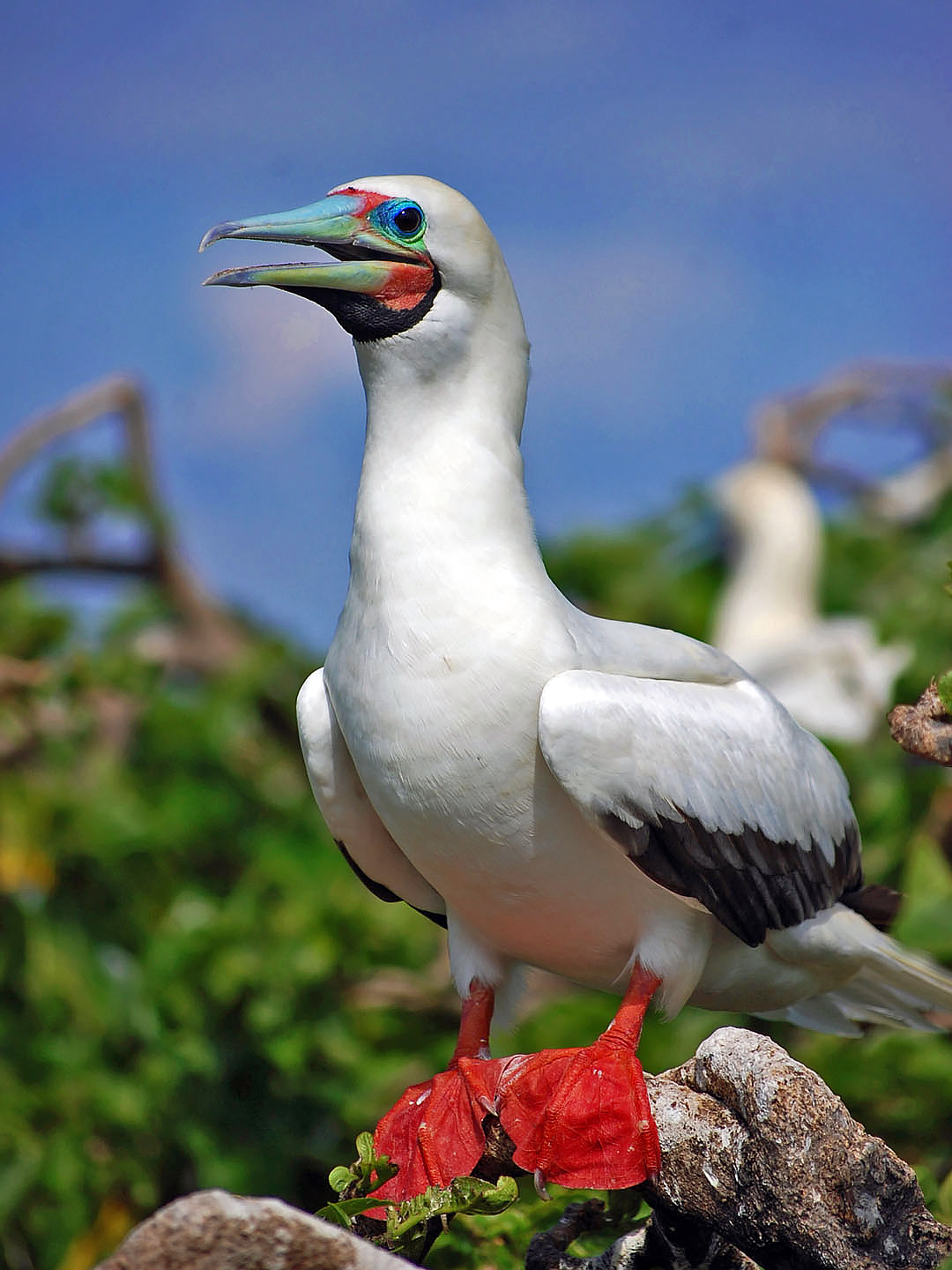
Сула червононога, Sula sula

- Фрегат тихоокеанський, Fregata minor (A)

Родина: Сулові
- Сула жовтодзьоба, Sula dactylatra
- Сула білочерева, Sula leucogaster
- Сула червононога, Sula sula (A)
- Сула африканська, Morus capensis (A)

Родина: Бакланові
- Баклан великий, Phalacrocorax carbo
- Баклан перський, Phalacrocorax nigrogularis

## Пеліканоподібні
Родина: Пеліканові

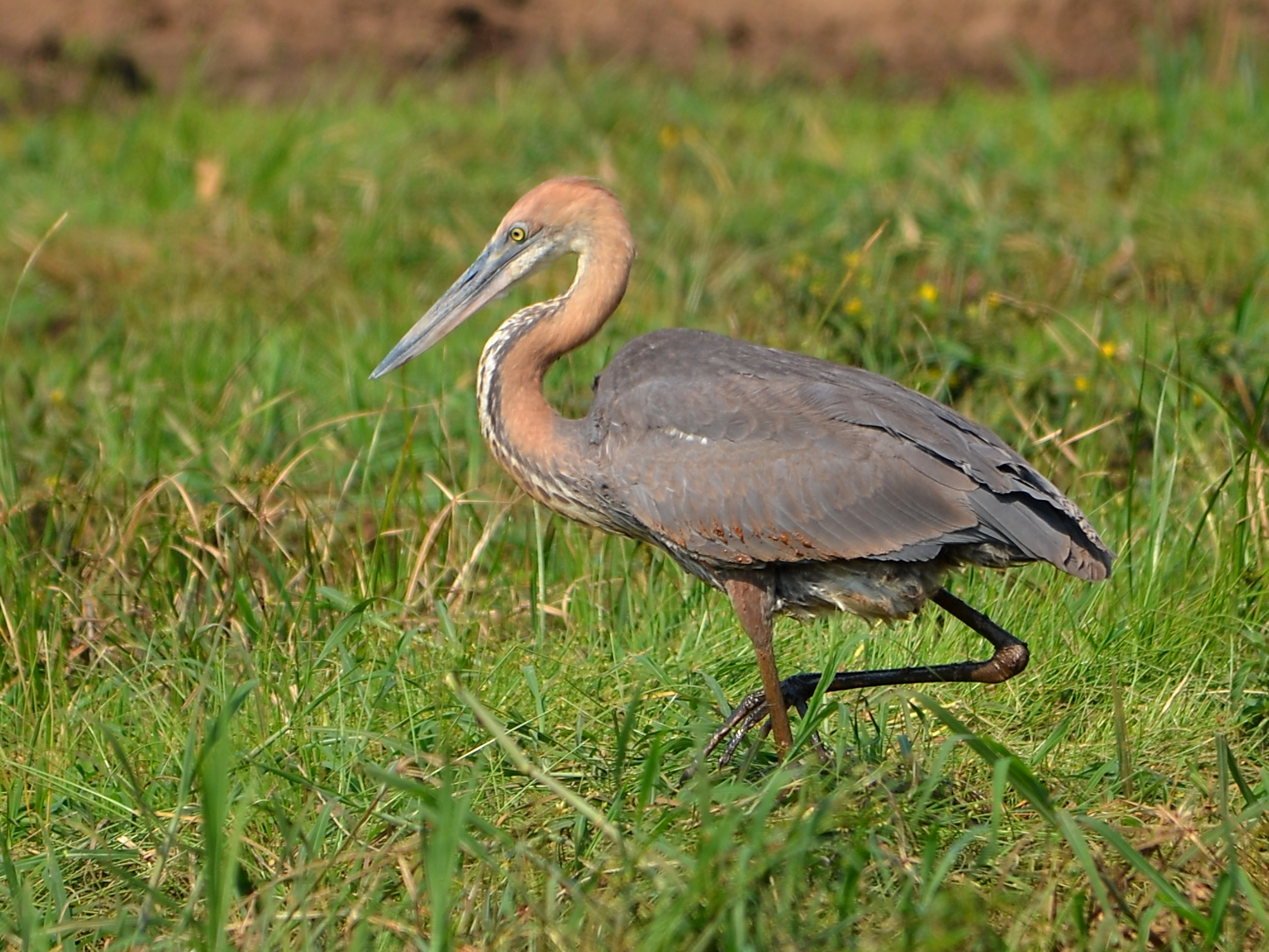
Чапля-велетень, Ardea goliath

- Пелікан рожевий, Pelecanus onocrotalus (A)
- Пелікан африканський, Pelecanus rufescens (A)
- Пелікан кучерявий, Pelecanus crispus (A)

Родина: Чаплеві
- Бугай, Botaurus stellaris
- Бугайчик, Ixobrychus minutus
- Бугайчик китайський, Ixobrychus sinensis
- Бугайчик рудий, Ixobrychus cinnamomeus (А)
- Бугайчик африканський, Ixobrychus sturmii (А)
- Чапля сіра, Ardea cinerea
- Чапля чорноголова, Ardea melanocephala (А)
- Чапля-велетень, Ardea goliath (А)
- Чапля руда, Ardea purpurea
- Чепура велика, Ardea alba
- Чепура середня, Ardea intermedia
- Чапля рифова, Egretta gularis
- Чепура мала, Egretta garzetta
- Чепура чорна, Egretta ardesiaca (А)
- Чапля єгипетська, Bubulcus ibis
- Чапля жовта, Ardeola ralloides
- Чапля індійська, Ardeola grayii
- Чапля китайська, Ardeola bacchus (А)
- Чапля мангрова, Butorides striata
- Квак, Nycticorax nycticorax

Родина: Ібісові
- Ібіс священний, Threskiornis aethiopicus (А)
- Коровайка , Plegadis falcinellus
- Косар, Platalea leucorodia
- Косар африканський, Platalea alba  (А)

## Яструбоподібні
Родина: Скопові
- Скопа, Pandion haliaetus

Родина: Яструбові

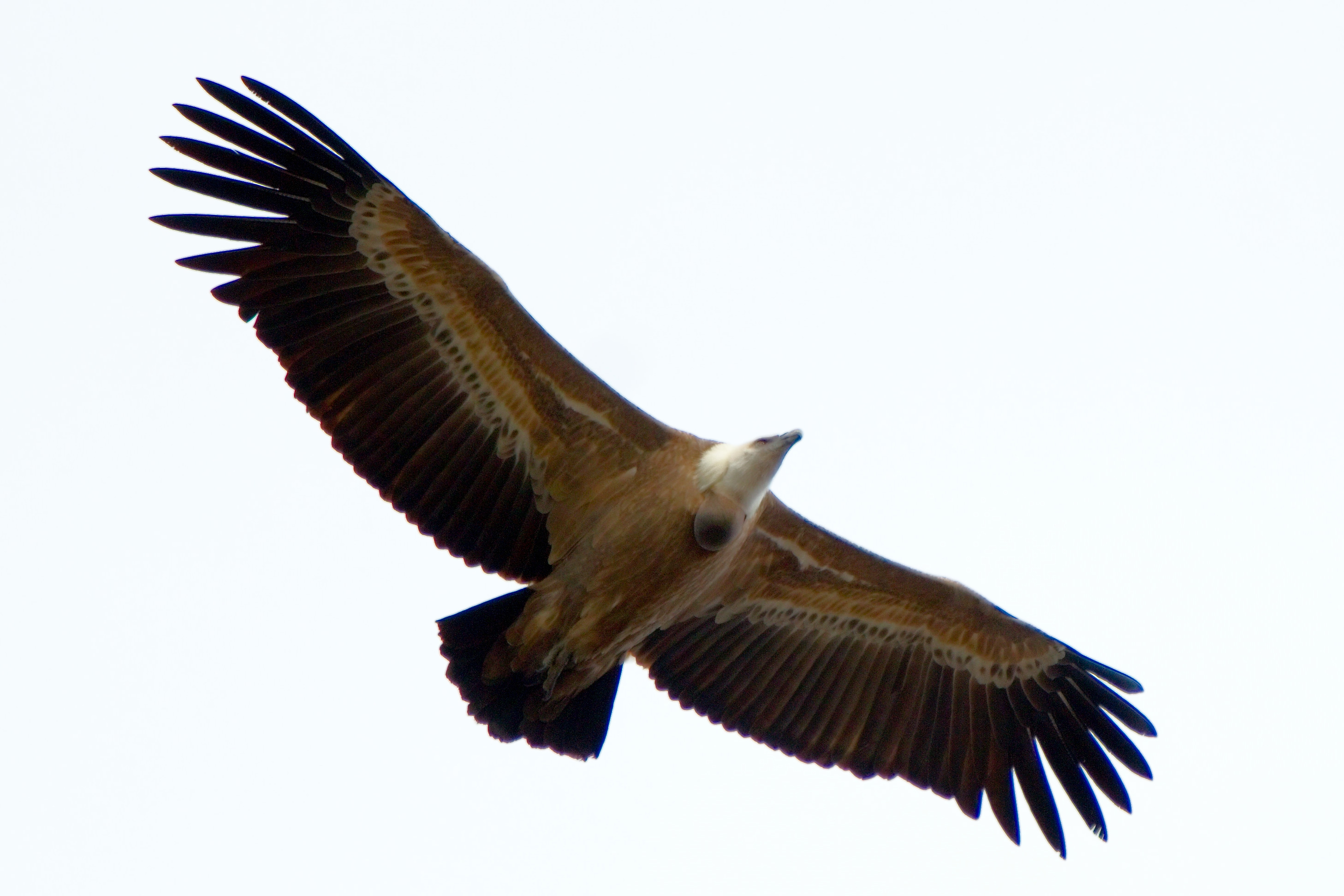
Сип білоголовий, Gyps fulvus

- Шуліка чорноплечий, Elanus caeruleus (A)
- Ягнятник, Gypaetus barbatus (A)
- Стерв'ятник, Neophron percnopterus
- Осоїд, Pernis apivorus (A)
- Осоїд чубатий, Pernis ptilorhynchus (A)
- Гриф чорний, Aegypius monachus (A)
- Гриф африканський, Torgos tracheliotus
- Сип білоголовий, Gyps fulvus
- Змієїд, Circaetus gallicus
- Підорлик малий, Clanga pomarina (A)
- Підорлик великий, Clanga clanga
- Орел-карлик, Hieraaetus pennatus
- Орел рудий, Aquila rapax (A)
- Орел степовий, Aquila nipalensis
- Орел-могильник, Aquila heliaca
- Беркут, Aquila chrysaetos
- Орел кафрський, Aquila verreauxii
- Орел-карлик яструбиний, Aquila fasciata
- Канюк білоокий, Butastur teesa (A)
- Лунь очеретяний, Circus aeruginosus
- Лунь польовий, Circus cyaneus
- Лунь степовий, Circus macrourus
- Лунь лучний, Circus pygargus
- Яструб туркестанський, Accipiter badius (A)
- Яструб малий, Accipiter nisus
- Яструб великий, Accipiter gentilis (A)
- Шуліка чорний, Milvus migrans
- Шуліка королівський, Haliastur indus (A)
- Орлан-довгохвіст, Haliaeetus leucoryphus (A)
- Канюк звичайний, Buteo buteo
- Канюк степовий, Buteo rufinus

## Совоподібні
Родина: Сипухові
- Сипуха звичайна, Tyto alba

Родина: Совові
- Сплюшка бліда, Otus pamelae
- Сплюшка булана, Otus brucei
- Совка євразійська, Otus scops
- Пугач пустельний, Bubo ascalaphus

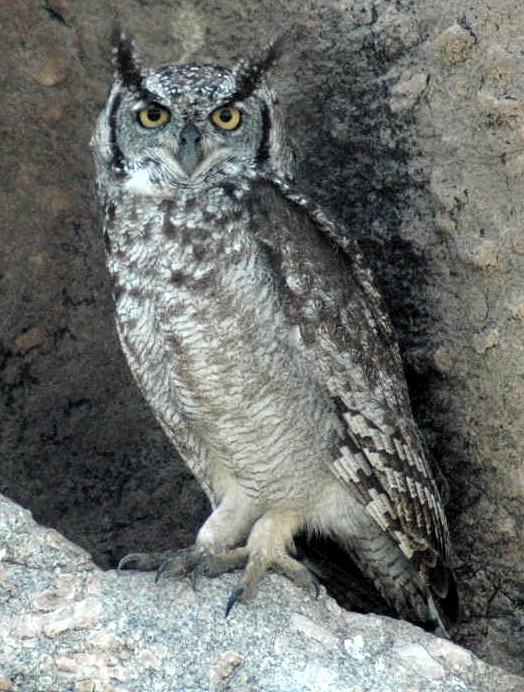
Пугач африканський, Bubo africanus

- Пугач африканський, Bubo africanus
- Сич хатній, Athene noctua
- Сова бліда, Strix hadorami
- Сова аравійська, Strix butleri
- Сова вухата, Asio otus (A)
- Сова болотяна, Asio flammeus (A)

## Bucerotiformes
Родина: Одудові
- Одуд, Upupa epops

## Сиворакшоподібні
Родина: Рибалочкові

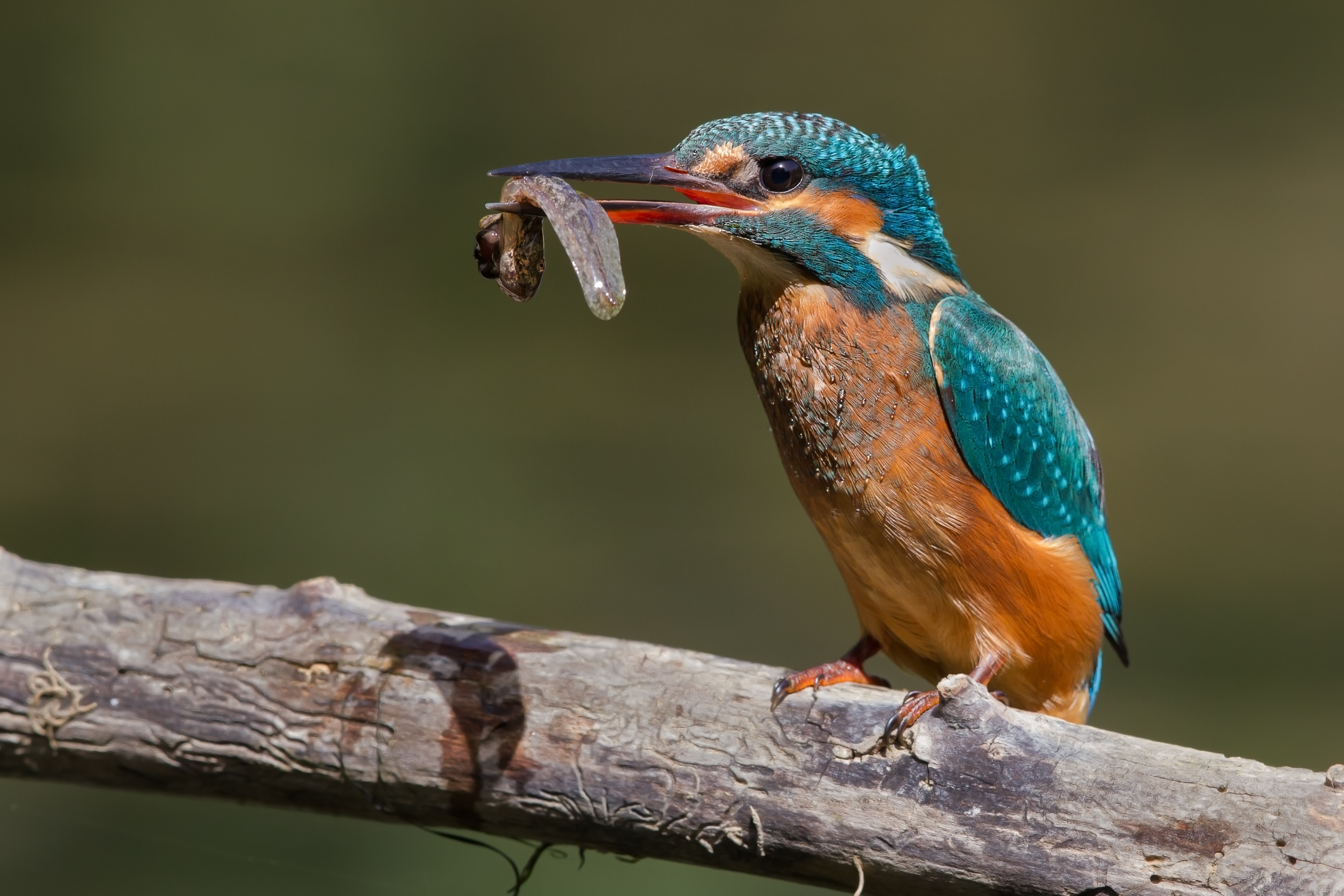
Рибалочка блакитний

- Рибалочка блакитний, Alcedo atthis
- Рибалочка діадемовий, Alcedo cristata (А)
- Альціон білогрудий, Halcyon smyrnensis (А)
- Альціон сіроголовий, Halcyon leucocephala
- Альціон білошиїй, Todiramphus chloris
- Рибалочка строкатий, Ceryle rudis (А)

Родина: Бджолоїдкові
- Бджолоїдка мала, Merops білогорла (А)
- Бджолоїдка мала, Merops orientalis
- Бджолоїдка зелена, Merops persicus
- Бджолоїдка звичайна, Merops apiaster

Родина: Сиворакшові
- Сиворакша європейська, Coracias garrulus
- Сиворакша рожевовола, Coracias caudata (А)
- Сиворакша бенгальська, Coracias benghalensis

## Дятлоподібні
Родина: Дятлові
- Крутиголовка, Jynx torquilla

## Соколоподібні
Родина: Соколові

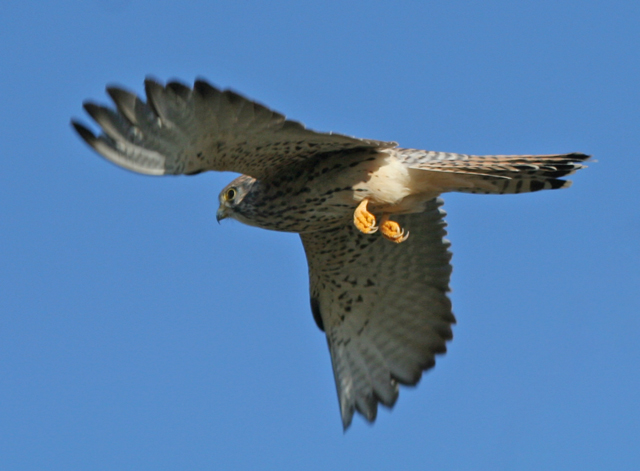
Боривітер степовий

- Боривітер степовий, Falco naumanni
- Боривітер звичайний, Falco tinnunculus
- Кібчик амурський, Falco amurensis
- Підсоколик Елеонори, Falco eleonorae (A)
- Підсоколик сірий, Falco concolor
- Підсоколик малий, Falco columbarius (A)
- Підсоколик великий, Falco subbuteo
- Ланер, Falco biarmicus
- Балабан, Falco cherrug
- Сапсан, Falco peregrinus

## Папугоподібні
Родина: Psittaculidae
- Папуга індійський, Psittacula eupatria (I)
- Папуга Крамера, Psittacula krameri (I)

## Горобцеподібні
Родина: Вивільгові
- Вивільга звичайна, Oriolus oriolus
- Вивільга чорноголова, Oriolus chinensis (А)

Родина: Гладіаторові
- Чагра велика, Tchagra senegalus

Родина: Дронгові
- Дронго чорний, Dicrurus macrocercus (A)
- Дронго сірий, Dicrurus leucophaeus (A)

Родина: Монархові
- Монарх-довгохвіст африканський, Terpsiphone viridis

Родина: Сорокопудові

Сорокопуд довгохвостий, Lanius schach

- Сорокопуд терновий, Lanius collurio
- Сорокопуд рудохвостий, Lanius isabellinus
- Сорокопуд червонохвостий, Lanius phoenicuroides
- Сорокопуд сибірський, Lanius cristatus (A)
- Сорокопуд індійський, Lanius vittatus (A)
- Сорокопуд довгохвостий, Lanius schach (A)
- Сорокопуд сірий, Lanius excubitor
- Сорокопуд чорнолобий, Lanius minor
- Сорокопуд білолобий, Lanius nubicus
- Сорокопуд червоноголовий, Lanius senator

Родина: Воронові
- Сорока звичайна, Pica pica (A)

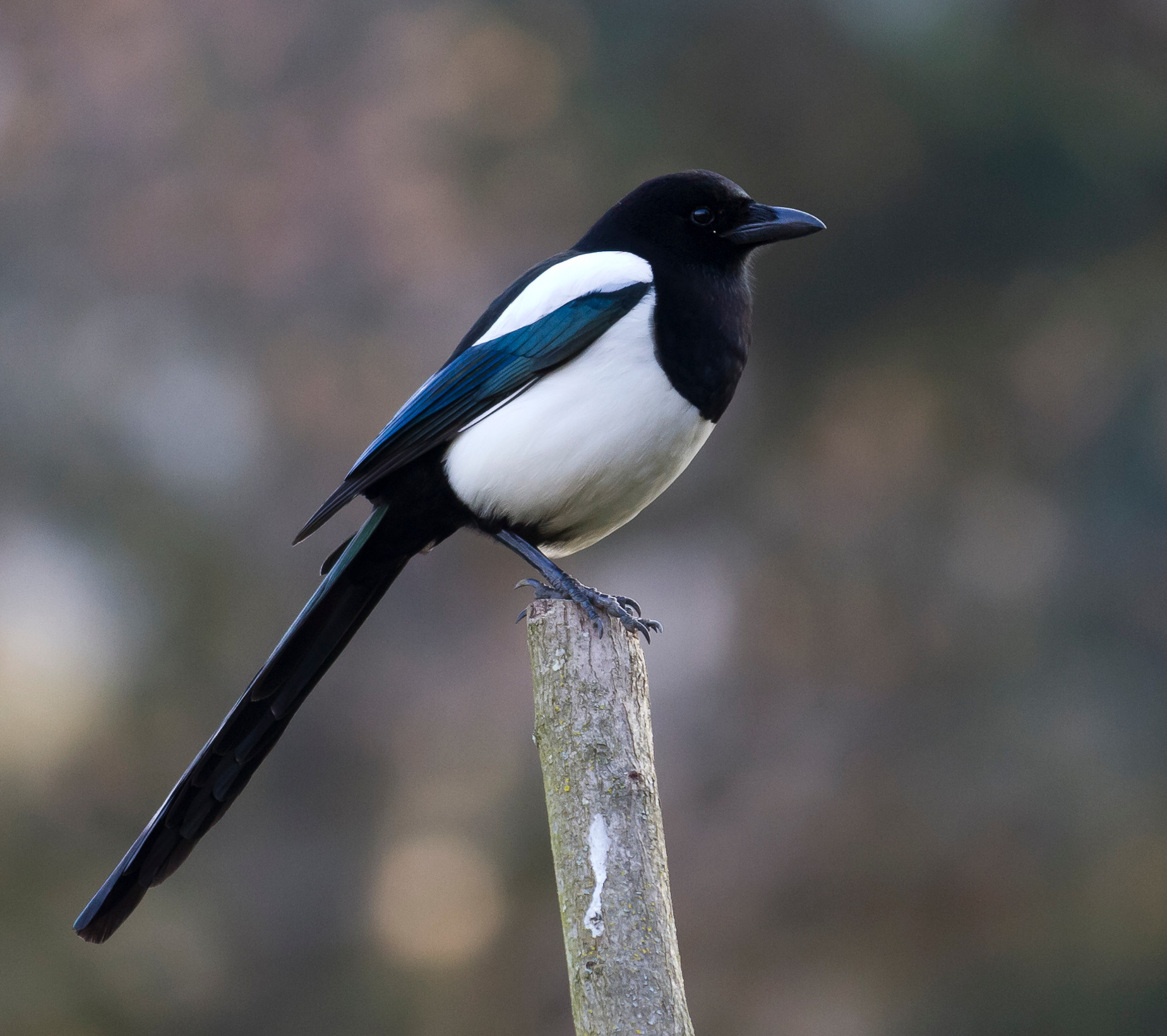
Сорока звичайна, Pica pica

- Ворона індійська, Corvus splendens
- Крук строкатий, Corvus albus (A)
- Крук пустельний, Corvus ruficollis
- Крук короткохвостий, Corvus rhipidurus

Родина: Ремезові

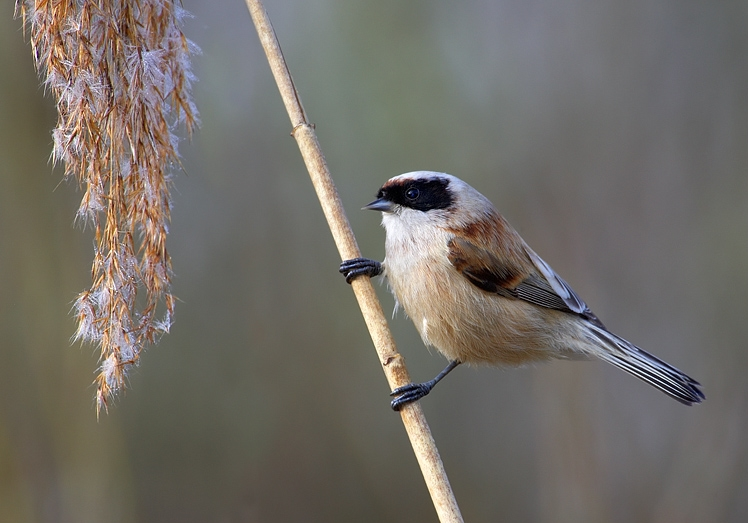
Ремез євразійський, Remiz pendulinus

- Ремез євразійський, Remiz pendulinus (A)
- Ремез чорноголовий, Remiz macronyx (A)

Родина: Жайворонкові
- Пікір великий, Alaemon alaudipes

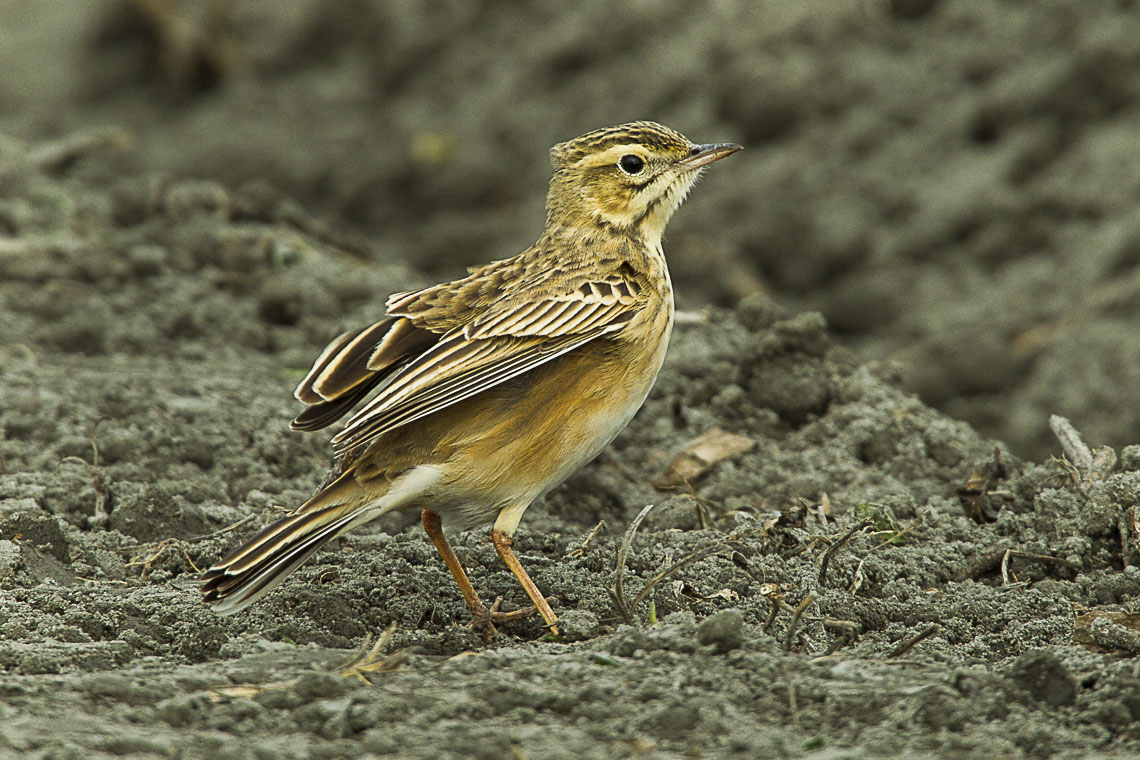
Жайворонок індійський

- Жайворонок товстодзьобий, Ramphocoris clotbey (A)
- Жайворонок вохристий, Ammomanes cinctura
- Жайворонок пустельний, Ammomanes deserti
- Жервінчик білолобий, Eremopterix nigriceps
- Фірлюк чагарниковий, Mirafra cantillans
- Жайворонок малий, Calandrella brachydactyla
- Жайворонок рудоголовий, Calandrella eremica
- Жайворонок степовий, Melanocorypha calandra (A)
- Жайворонок двоплямистий, Melanocorypha bimaculata
- Жайворонок аравійський, Eremalauda eremodites
- Жайворонок сірий, Alaudala rufescens
- Жайворонок польовий, Alauda arvensis
- Жайворонок індійський, Alauda gulgula
- Посмітюха, Galerida cristata

Родина: Тамікові
- Таміка віялохвоста, Cisticola juncidis (A)
- Принія афро-азійська, Prinia gracilis

Родина: Очеретянкові

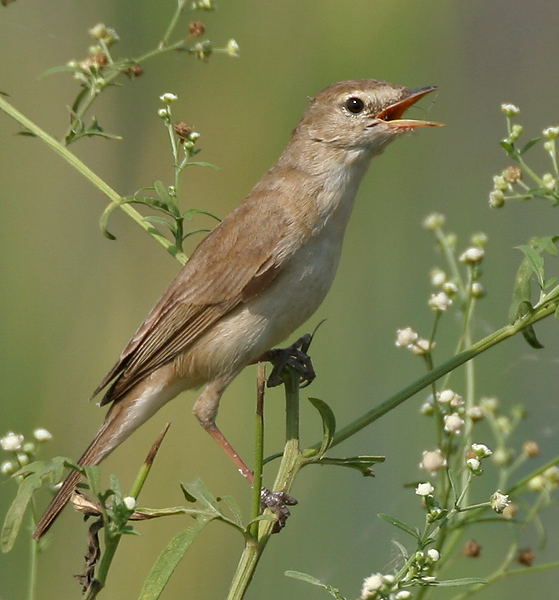
Берестянка південна, Iduna rama

- Очеретянка товстодзьоба, Arundinax aedon (A)
- Берестянка мала, Iduna caligata
- Берестянка південна, Iduna rama
- Берестянка бліда, Iduna pallida
- Берестянка пустельна, Hippolais languida
- Берестянка звичайна, Hippolais icterina (A)
- Берестянка оливкова, Hippolais olivetorum (A)
- Очеретянка тонкодзьоба, Acrocephalus melanopogon (A)
- Очеретянка лучна, Acrocephalus schoenobaenus
- Очеретянка індійська, Acrocephalus agricola (A)
- Очеретянка садова, Acrocephalus dumetorum (A)
- Очеретянка чагарникова, Acrocephalus palustris
- Очеретянка велика, Acrocephalus arundinaceus
- Очеретянка південна, Acrocephalus stentoreus
- Очеретянка ставкова, Acrocephalus scirpaceus

Родина: Кобилочкові
- Кобилочка-цвіркун, Locustella naevia
- Кобилочка річкова, Locustella fluviatilis (A)
- Кобилочка солов'їна, Locustella luscinioides (A)

Родина: Ластівкові

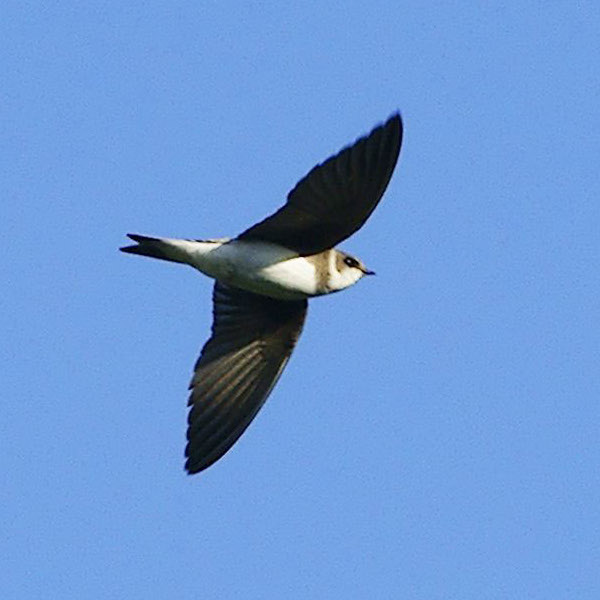
Ластівка берегова, Riparia riparia

- Ластівка сіровола, Riparia chinensis
- Ластівка берегова, Riparia riparia
- Ластівка бліда, Riparia diluta (A)
- Ластівка афро-азійська, Ptyonoprogne fuligula
- Ластівка скельна, Ptyonoprogne rupestris
- Ластівка сільська, Hirundo rustica
- Ластівка ниткохвоста, Hirundo smithii (A)
- Ластівка даурська, Cecropis daurica
- Ластівка абісинська, Cecropis abyssinica (A)
- Ясківка індійська, Petrochelidon fluvicola (A)
- Ластівка міська, Delichon urbicum

Родина: Бюльбюлеві
- Бюльбюль рудогузий, Pycnonotus leucotis
- Бюльбюль червоночубий, Pycnonotus cafer (I)
- Бюльбюль темноголовий, Pycnonotus barbatus
- Бюльбюль аравійський, Pycnonotus xanthopygos

Родина: Вівчарикові

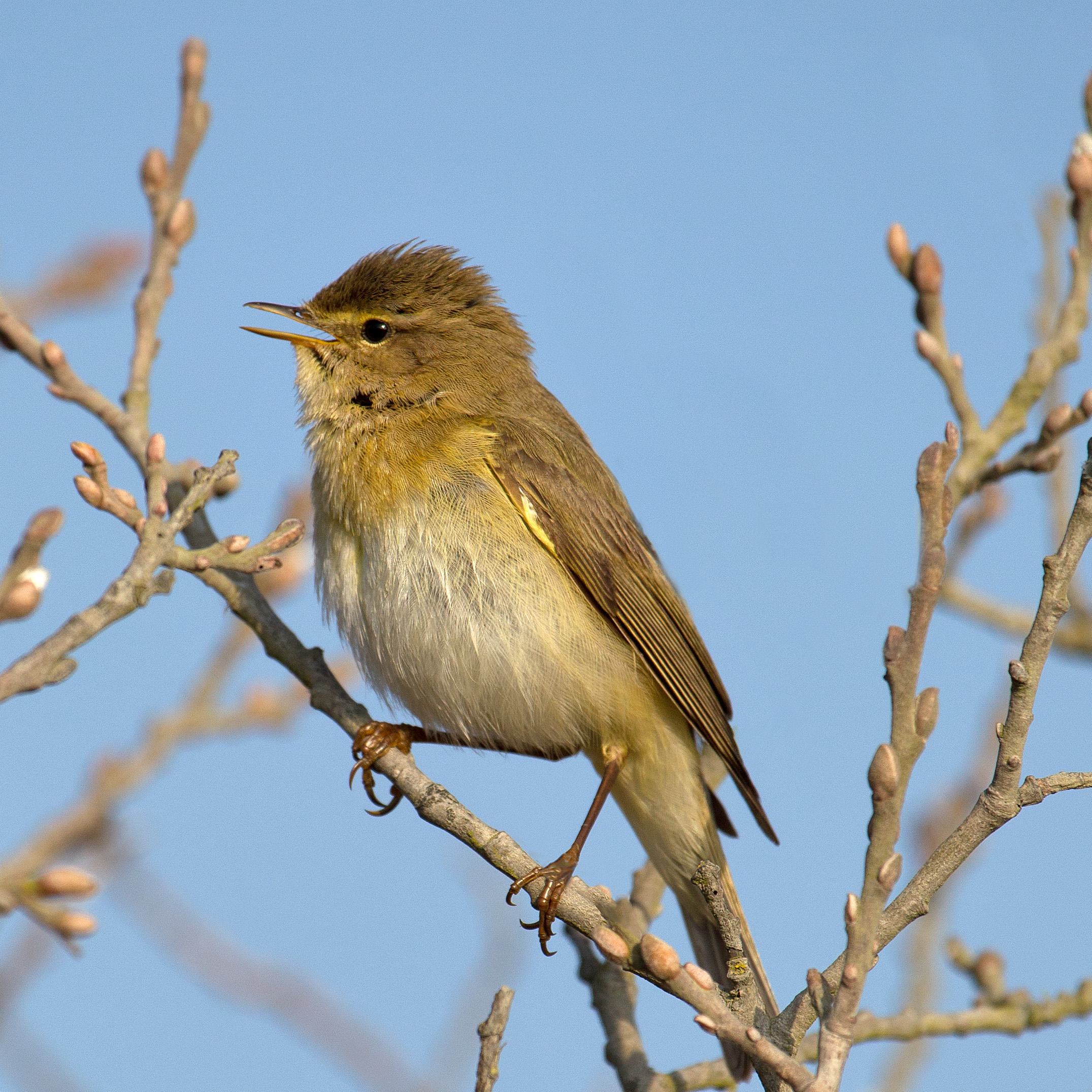
Вівчарик весняний, Phylloscopus trochilus

- Вівчарик золотогузий, Phylloscopus orientalis (A)
- Вівчарик жовтобровий, Phylloscopus sibilatrix
- Вівчарик лісовий, Phylloscopus inornatus (A)
- Вівчарик алтайський, Phylloscopus humei (A)
- Вівчарик бурий, Phylloscopus fuscatus (A)
- Вівчарик іранський, Phylloscopus neglectus
- Вівчарик весняний, Phylloscopus trochilus
- Вівчарик-ковалик, Phylloscopus collybita
- Вівчарик іберійський, Phylloscopus ibericus (A)
- Вівчарик жовточеревий, Phylloscopus nitidus
- Вівчарик зелений, Phylloscopus trochiloides (A)
- Вівчарик шелюговий, Phylloscopus borealis (A)

Родина: Вертункові
- Вертунка, Scotocerca inquieta

Вертунка, Scotocerca inquieta

- Очеретянка середземноморська, Cettia cetti (A)

Родина: Кропив'янкові

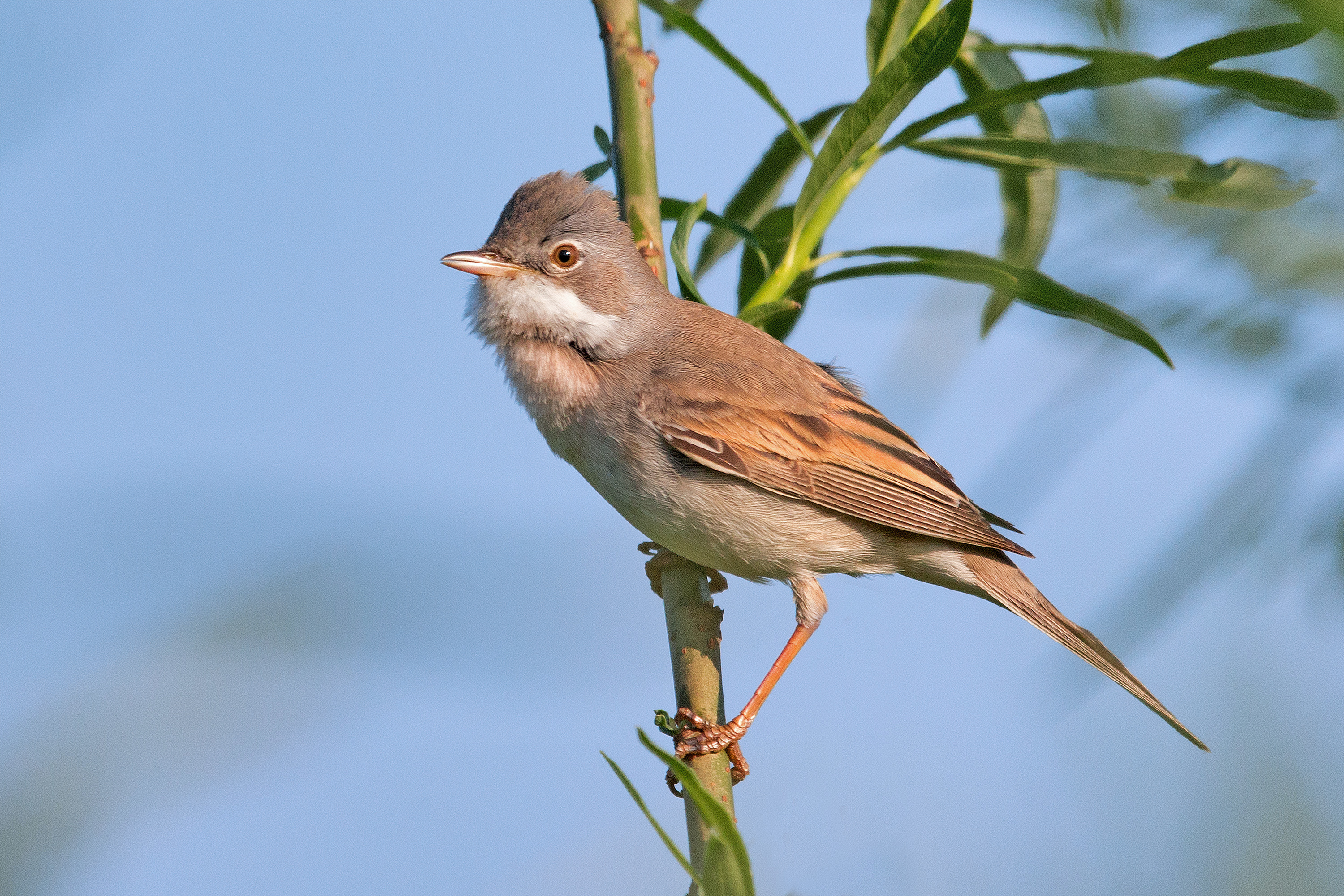
Кропив'янка сіра, Sylvia communis

- Кропив'янка чорноголова, Sylvia atricapilla
- Кропив'янка садова, Sylvia borin (A)
- Кропив'янка пустельна, Sylvia nana
- Кропив'янка рябогруда, Sylvia nisoria
- Кропив'янка прудка, Sylvia curruca
- Кропив'янка аравійська, Curruca leucomelaena
- Кропив'янка сіра, Sylvia communis
- Кропив'янка товстодзьоба, Curruca crassirostris
- Кропив'янка Рюпеля Sylvia rueppeli
- Кропив'янка біловуса, Sylvia mystacea
- Кропив'янка середземноморська, Sylvia melanocephala (A)

Родина: Окулярникові
- Окулярник південний, Zosterops palpebrosus
- Окулярник абісинський, Zosterops abyssinicus

Родина: Leiothrichidae
- Кратеропа аравійська, Argya squamiceps

Родина: Шпакові
- Шпак звичайний, Sturnus vulgaris

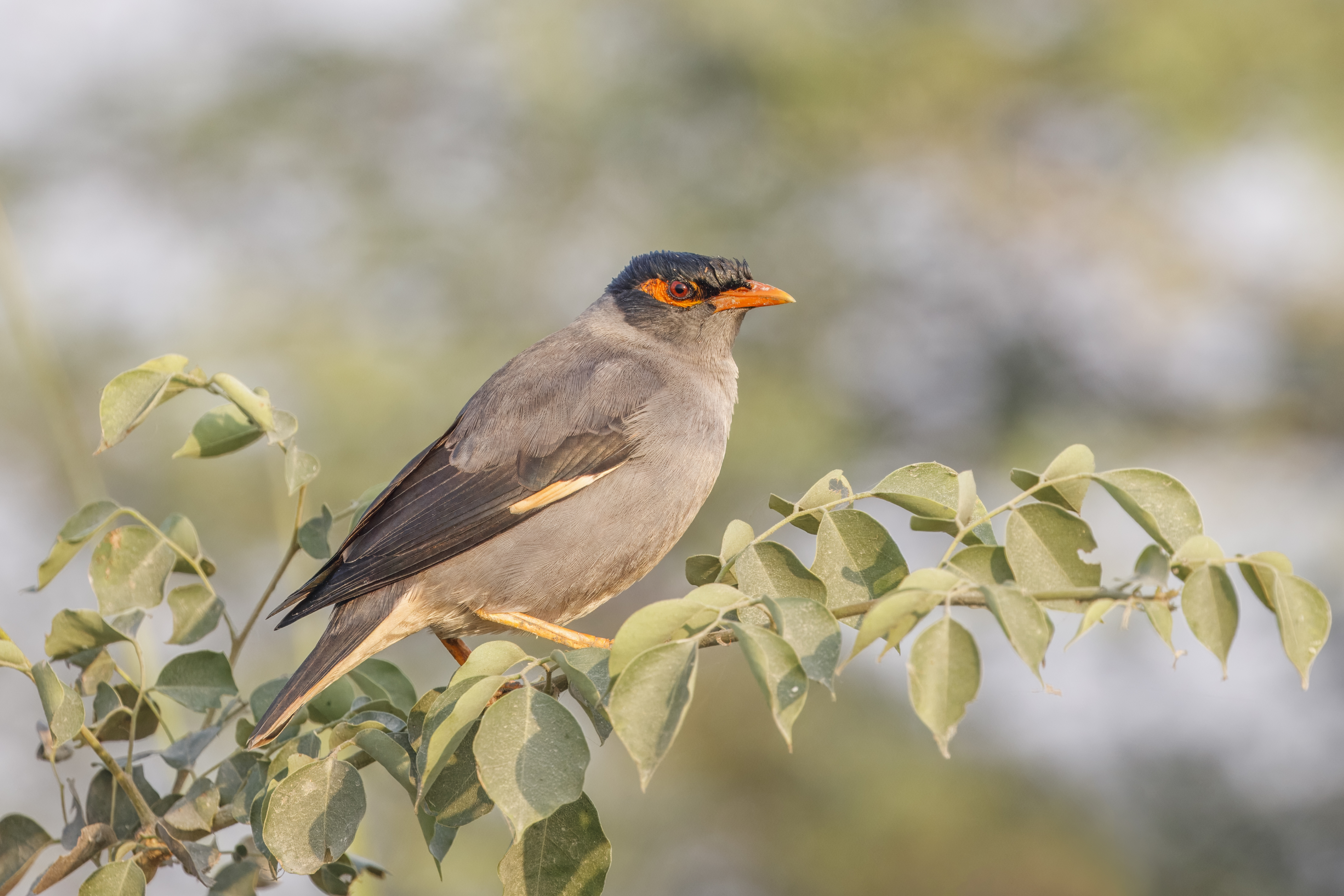
Майна берегова, Acridotheres ginginianus

- Шпак жовтоголовий, Creatophora cinerea
- Шпак рожевий, Pastor roseus
- Шпачок брамінський, Sturnia pagodarum
- Шпачок сіроголовий, Sturnia malabarica (A)
- Майна індійська, Acridotheres tristis (I)
- Майна берегова, Acridotheres ginginianus (I)
- Шпак-куцохвіст аметистовий, Cinnyricinclus leucogaster (A)
- Моріо аравійський, Onychognathus tristramii

Родина: Дроздові

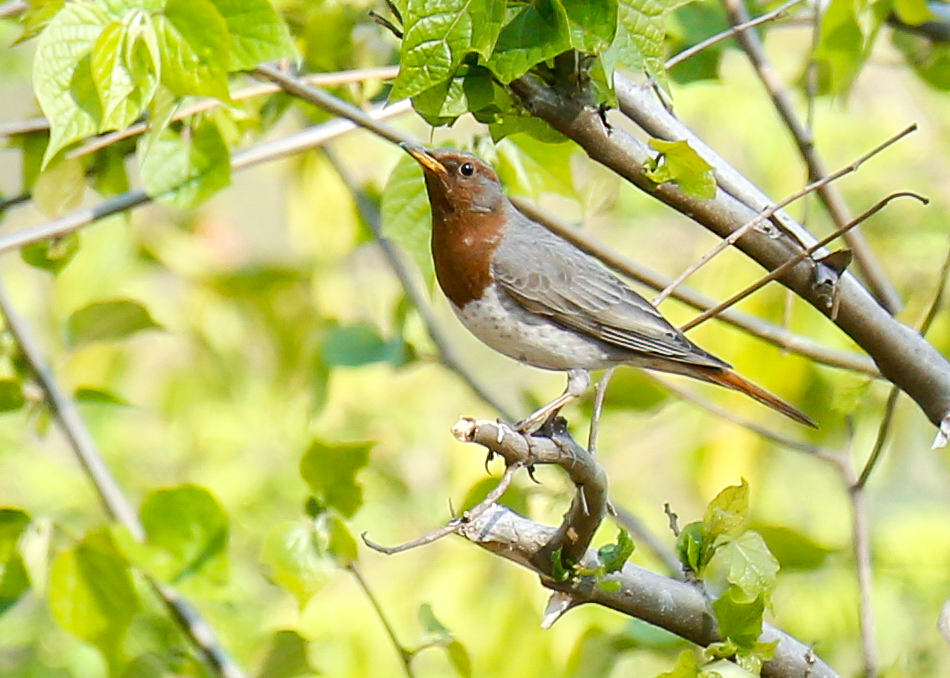
Дрізд рудоволий, Turdus ruficollis

- Квічаль тайговий, Zoothera aurea (A)
- Дрізд-омелюх, Turdus viscivorus (A)
- Дрізд співочий, Turdus philomelos
- Дрізд вузькобровий, Turdus obscurus (A)
- Дрізд гірський, Turdus torquatus (A)
- Дрізд чорноволий, Turdus atrogularis
- Дрізд рудоволий, Turdus ruficollis (A)
- Дрізд Наумана, Turdus naumanni (A)

Родина: Мухоловкові

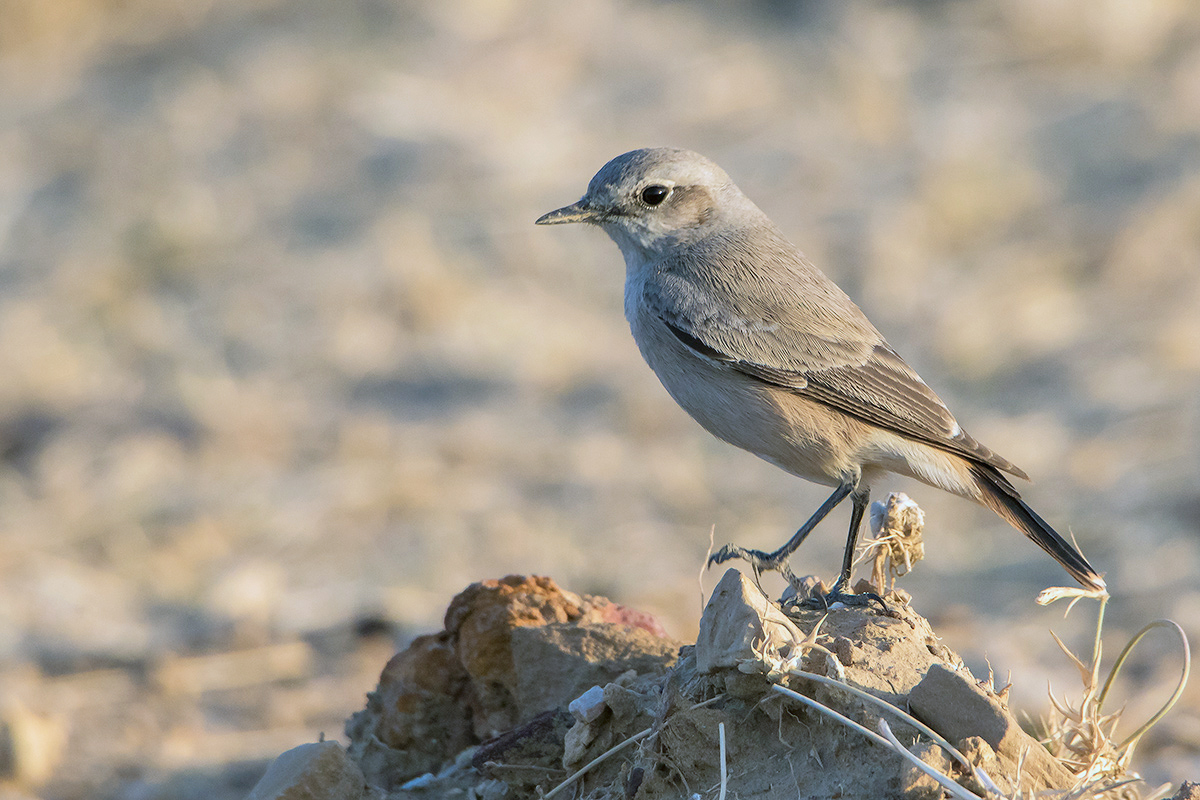
Горихвістка рудоспинна, Phoenicurus erythronotus

- Мухоловка бура, Muscicapa dauurica (A)
- Мухоловка сіра, Muscicapa striata
- Соловейко рудохвостий, Cercotrichas galactotes
- Альзакола чорна, Cercotrichas podobe (A)
- Мухоловка синя, Cyanoptila cyanomelana (A)
- Вільшанка, Erithacus rubecula (A)
- Соловейко білогорлий, Irania gutturalis
- Соловейко східний, Luscinia luscinia (A)
- Соловейко західний, Luscinia megarhynchos
- Синьошийка, Luscinia svecica
- Мухоловка північна, Ficedula albicilla (A)
- Мухоловка кавказька, Ficedula semitorquata
- Мухоловка мала, Ficedula parva
- Мухоловка строката, Ficedula hypoleuca (A)
- Горихвістка чорна, Phoenicurus ochruros
- Горихвістка звичайна, Phoenicurus phoenicurus
- Горихвістка рудоспинна, Phoenicurus erythronotus
- Скеляр строкатий, Monticola saxatilis
- Скеляр синій, Monticola solitarius
- Трав'янка лучна, Saxicola rubetra
- Трав'янка білошия, Saxicola maurus
- Трав'янка європейська, Saxicola rubicola
- Трав'янка чорна, Saxicola caprata (А)
- Кам'янка звичайна, Oenanthe oenanthe
- Кам'янка попеляста, Oenanthe isabellina
- Кам'янка білогруда, Oenanthe monacha
- Кам'янка пустельна, Oenanthe deserti
- Кам'янка лиса, Oenanthe pleschanka
- Кам'янка іспанська, Oenanthe hispanica (А)
- Кам'янка кіпрська, Oenanthe cypriaca (А)
- Трактрак чорнохвостий, Oenanthe melanura
- Кам'янка чорна, Oenanthe picata
- Кам'янка чорноголова, Oenanthe albonigra
- Кам'янка білоголова, Oenanthe leucopyga (А)
- Oenanthe lugentoides
- Oenanthe lugubris
- Кам'янка чорношия, Oenanthe finschii (А)
- Кам'янка чорноспинна, Oenanthe lugens
- Кам'янка золотогуза, Oenanthe xanthoprymna (А)
- Кам'янка перська, Oenanthe chrysopygia

Родина: Омельгушкові
- Омельгушка, Hypocolius ampelinus

Родина: Нектаркові
- Маріка пурпурова, Cinnyris asiaticus
- Маріка блискотлива, Cinnyris habessinicus
- Маріка палестинська, Cinnyris osea
- Саїманга довгохвоста, Hedydipna metallica

Родина: Ткачикові
- Ткачик рудощокий, Ploceus galbula
- Ткачик смугастий, Ploceus manyar

Родина: Астрильдові
- Сріблодзьоб індійський, Euodice malabarica
- Сріблодзьоб чорногузий, Euodice cantans
- Мунія іржаста, Lonchura punctulata (I)

Родина: Вдовичкові

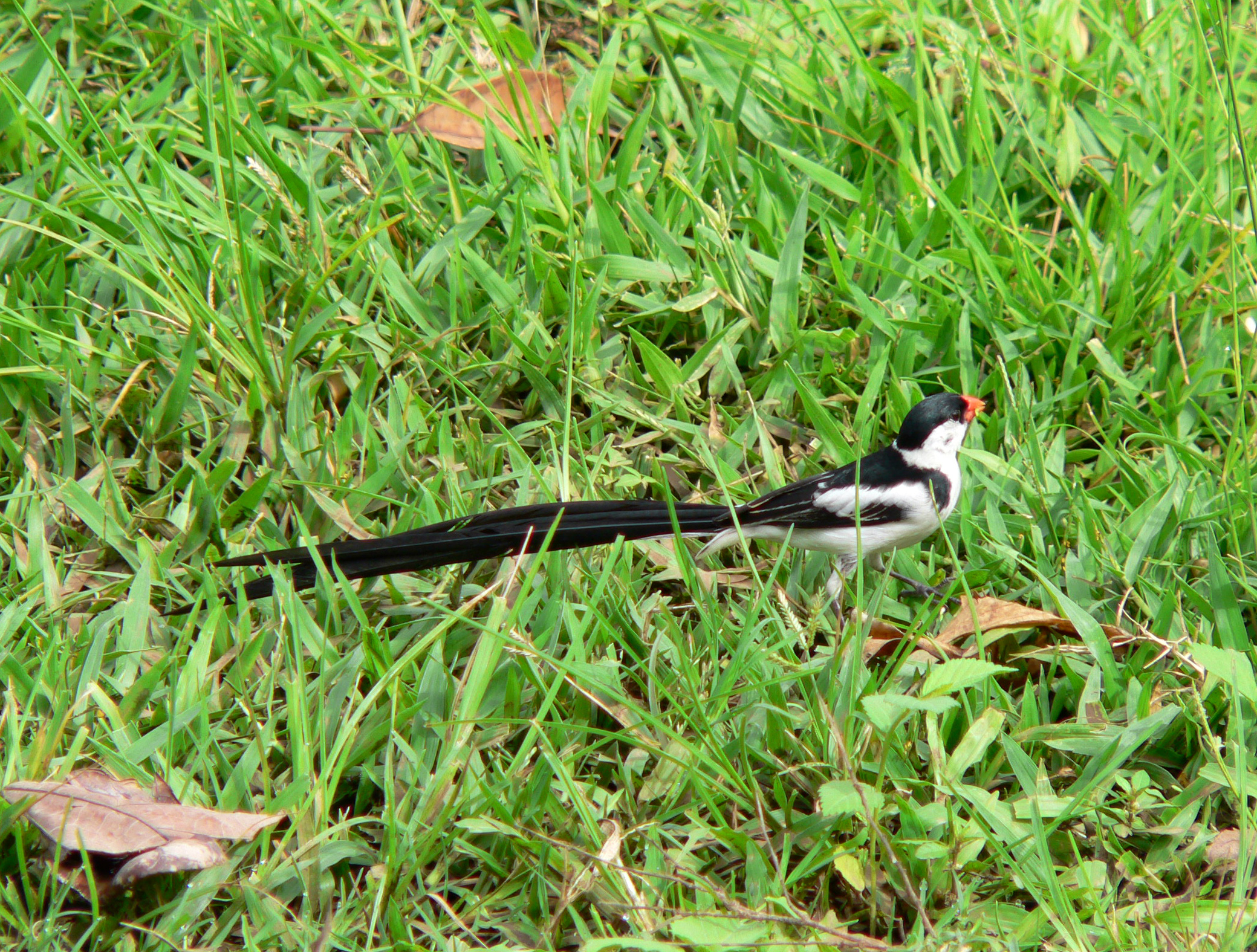
Вдовичка білочерева

- Вдовичка білочерева, Vidua macroura (A)

Родина: Тинівкові
- Тинівка передньоазійська, Prunella ocularis (A)
- Тинівка чорногорла, Prunella atrogularis (A)

Родина: Горобцеві
- Горобець хатній, Passer domesticus
- Горобець чорногрудий, Passer hispaniolensis
- Горобець польовий, Passer montanus (А)
- Горобець лимонногорлий, Gantnornis xanthocollis
- Горобець короткопалий, Carpospiza brachydactyla

Родина: Плискові

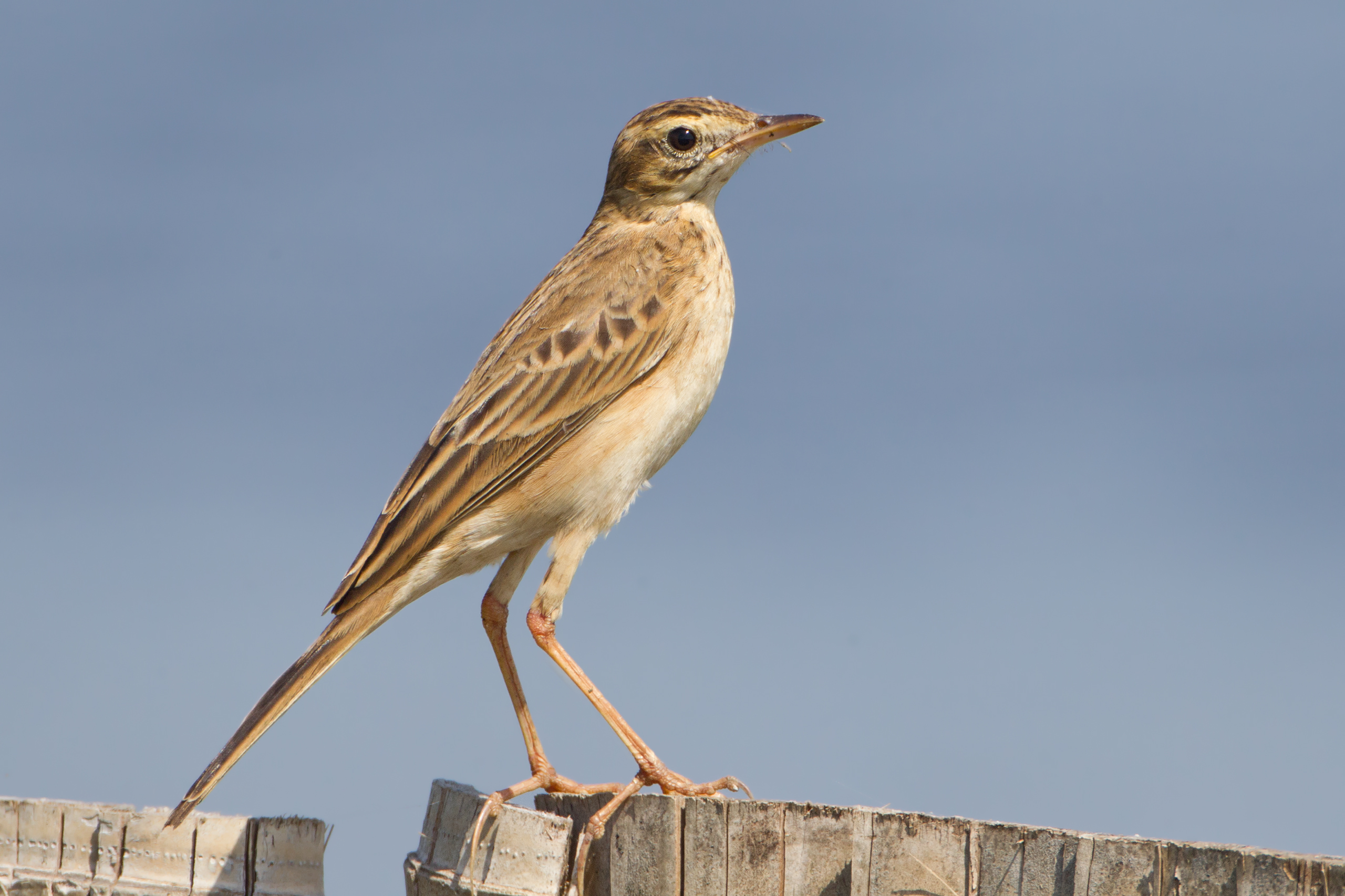
Щеврик азійський

- Плиска деревна, Dendronanthus indicus (A)
- Плиска гірська, Motacilla cinerea
- Плиска жовта, Motacilla flava
- Плиска аляскинська, Motacilla tschutschensis (A)
- Плиска біла, Motacilla alba
- Плиска жовтоголова, Motacilla citreola
- Щеврик азійський, Anthus richardi
- Щеврик довгодзьобий, Anthus similis
- Щеврик забайкальський, Anthus godlewskii (A)
- Щеврик польовий, Anthus campestris
- Щеврик лучний, Anthus pratensis (A)
- Щеврик лісовий, Anthus trivialis
- Щеврик оливковий, Anthus hodgsoni
- Щеврик червоногрудий, Anthus cervinus
- Щеврик гірський, Anthus spinoletta
- Щеврик американський, Anthus rubescens (A)
- Щеврик золотистий, Tmetothylacus tenellus (А)

Родина: В'юркові
- Зяблик, Fringilla coelebs (A)
- В'юрок, Fringilla montifringilla

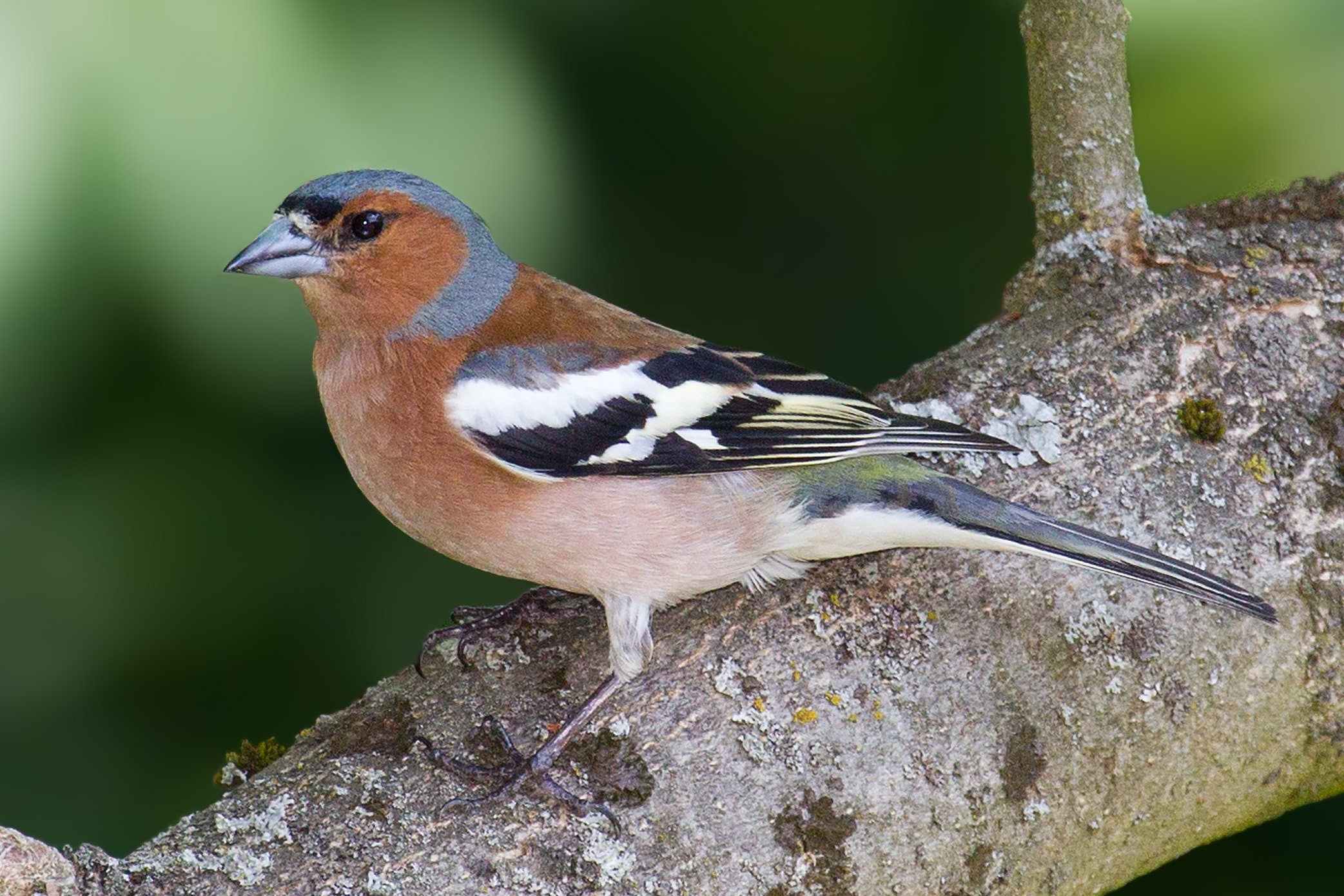
Зяблик, Fringilla coelebs

- Чечевиця звичайна, Carpodacus erythrinus
- Снігар туркменський, Bucanetes githagineus
- Армілка єменська, Rhynchostruthus percivali
- Щедрик єменський, Crithagra menachensis
- Щиглик, Carduelis carduelis (A)
- Чиж, Spinus spinus (A)

Родина: Вівсянкові

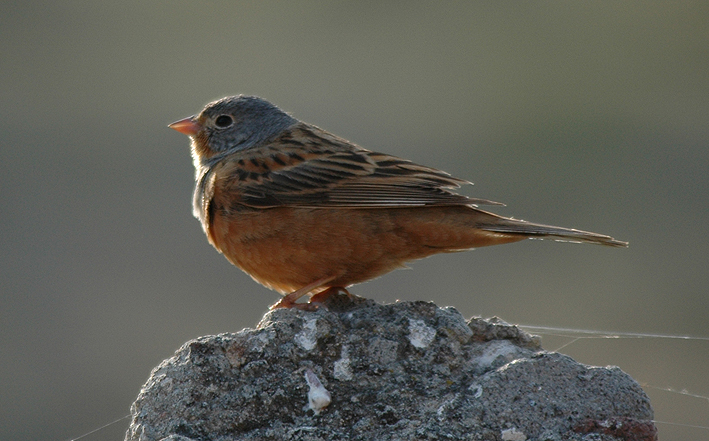
Вівсянка сивоголова, Emberiza caesia

- Вівсянка чорноголова, Emberiza melanocephala
- Вівсянка рудоголова, Emberiza bruniceps (A)
- Просянка, Emberiza calandra
- Вівсянка білоголова, Emberiza leucocephalos (A)
- Вівсянка скельна, Emberiza buchanani (A)
- Вівсянка сіра, Emberiza cineracea (A)
- Вівсянка садова, Emberiza hortulana
- Вівсянка сивоголова, Emberiza caesia (A)
- Вівсянка каштанова, Emberiza tahapisi
- Вівсянка строкатоголова, Emberiza striolata
- Вівсянка очеретяна, Emberiza schoeniclus (A)
- Вівсянка лучна, Emberiza aureola (A)
- Вівсянка-крихітка, Emberiza pusilla (A)
- Вівсянка-ремез, Emberiza rustica (A)